# Louis Pasteur

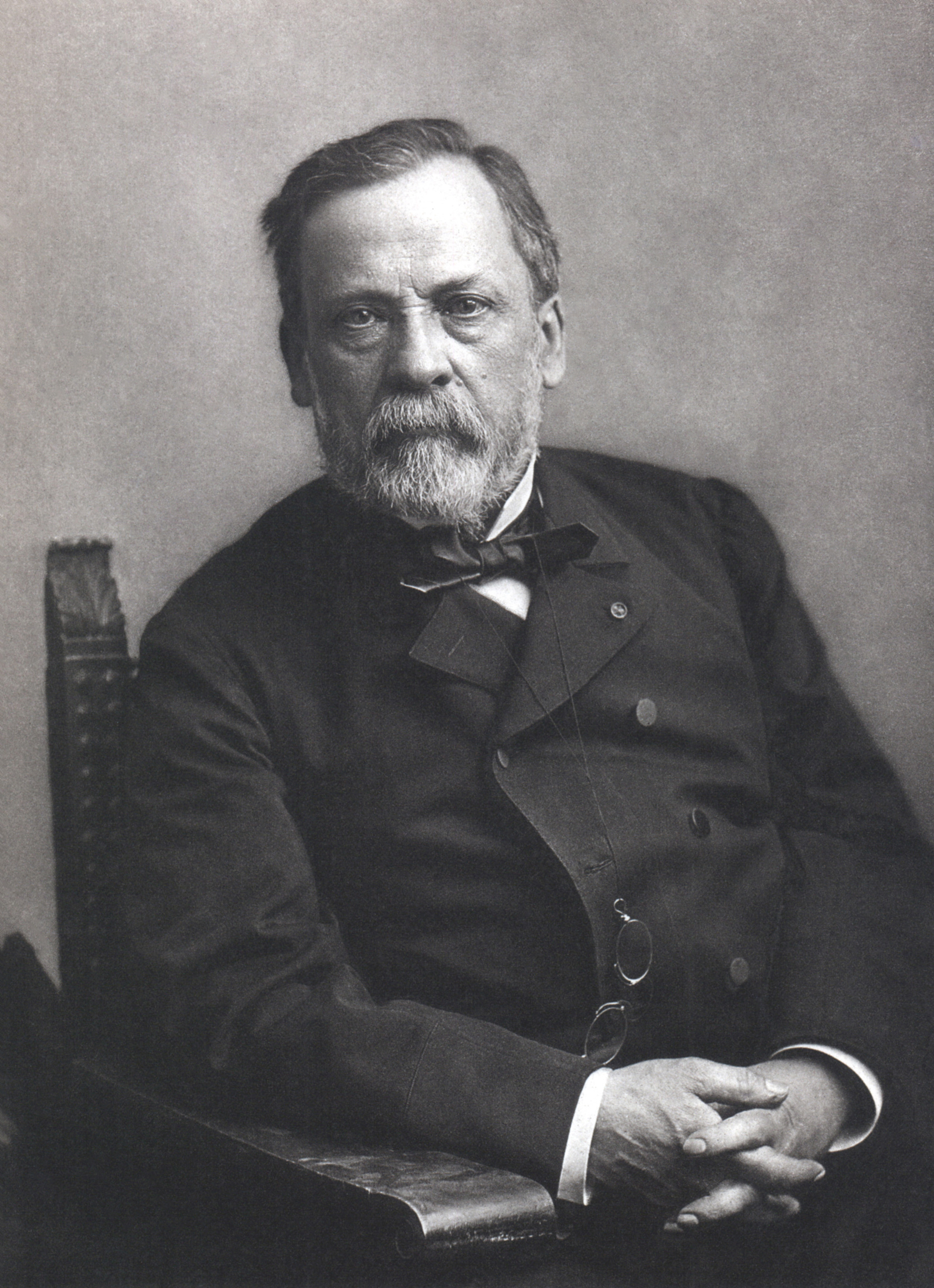
Louis Pasteur, Studioaufnahme von Paul Nadar

Louis Pasteur (* 27. Dezember 1822 in Dole, Département Jura; † 28. September 1895 in Villeneuve-l’Étang bei Paris) war ein französischer Chemiker, Physiker, Biochemiker und Mitbegründer der medizinischen Mikrobiologie, der zum Teil aufbauend auf den bakteriologischen Forschungen Robert Kochs entscheidende Beiträge zur Vorbeugung gegen Infektionskrankheiten durch Impfung geleistet hat.
Pasteur begann seine Karriere mit einer Entdeckung auf dem Gebiet der Chemie: Aus zwei asymmetrischen, spiegelbildlichen Kristallformen eines Salzes der Traubensäure sowie ihrer optischen Aktivität, wenn sie getrennt in Lösung gebracht wurden, schloss er auf ihre zugrunde liegende molekulare Asymmetrie. Damit wurde er zum Begründer der Stereochemie. Optische Aktivität war in den Augen Pasteurs eine Eigenschaft, die die Moleküle von Lebewesen charakterisiert. Da bei der Gärung optisch aktive Substanzen entstehen, vermutete er, dass sie von Mikroorganismen verursacht wurde. Dies konnte er in einer Reihe von Experimenten belegen und damit die konkurrierende Hypothese ausschließen, die etwa von Justus Liebig vertreten worden war, es handele sich um rein chemische Reaktionen ohne Beteiligung von Lebewesen. Gleichzeitig galt damit die seit der Antike diskutierte Frage, ob unter Alltagsbedingungen Leben – etwa das von Bakterien – spontan entstehen kann, als entschieden. Im Rahmen seiner Studien zur Gärung entdeckte Pasteur, dass es Mikroorganismen gibt, die ohne Sauerstoff auskommen, und er fand das erste Beispiel für eine Stoffwechselregulation, als er beobachtete, dass Hefezellen unter Ausschluss von Sauerstoff Zucker schneller verbrauchen. Pasteur beschrieb verschiedene Formen der Gärung und erkannte, dass dies verschiedenartige Mikroorganismen voraussetzt. Eine praktische Konsequenz dieser Arbeiten war ein Verfahren zur Haltbarmachung flüssiger Lebensmittel, die Pasteurisierung.
Im Auftrag der französischen Regierung erforschte Pasteur verschiedene Krankheiten der Seidenraupen und erkannte sie um 1863 als parasitäre Infektionskrankheiten. Ab 1876 widmete er sich vollständig human- und veterinärmedizinischen Fragen. Er entwickelte einen Impfstoff aus abgeschwächten Krankheitserregern zum Schutz vor Geflügelcholera und baute damit die Impfung – für die es in der Humanmedizin bis dahin nur das Beispiel der Pockenschutzimpfung gegeben hatte – überhaupt erst zu einem allgemeinen Prinzip aus. Weitere Impfstoffe gegen Milzbrand, Schweinerotlauf und Tollwut zeigten, dass man zumindest theoretisch fortan beliebigen Infektionskrankheiten vorbeugen konnte. Mit seinen Arbeiten zur Gärung und Impfung demonstrierte Pasteur das wirtschaftliche und medizinische Potenzial experimenteller Biologie. Die Produktion des Milzbrandimpfstoffs stand am Anfang der Impfstoff-Industrie. Eine Spendenwelle nach der ersten spektakulären Tollwut-Impfung des Jungen Joseph Meister im Jahr 1885 erlaubte die Gründung des außeruniversitären, unmittelbar der Staatsregierung unterstellten Institut Pasteur, bis heute die führende Wissenschaftsinstitution Frankreichs in der biomedizinischen Forschung.

## Leben
Louis Pasteur kam aus einer Familie von Gerbern (sein Vater war der Gerber Jean-Joseph Pasteur) und wuchs, geboren im freigrafschaftlichen Dole, nach mehreren Umzügen in Arbois auf, wo er das Gymnasium besuchte. Das dritte von fünf Kindern fiel in der Schule, wenn überhaupt, zunächst durch sein künstlerisches Talent auf. 1837/38 errang er jedoch so viele Schulpreise, dass ihm nahegelegt wurde, sich auf die  École Normale Supérieure, die höchste Pädagogische Fakultät, in Paris vorzubereiten. Der erste Versuch scheiterte an zu starkem Heimweh. 1840 bestand er das Baccalauréat mit geisteswissenschaftlichem Profil, zwei Jahre später legte er es noch einmal mit mathematischem Schwerpunkt ab (Note in Chemie: „mittelmäßig“). Er wurde an der École Normale zugelassen, lehnte die Aufnahme jedoch ab, weil er mit seinem Rang (15. von 22 Kandidaten) unzufrieden war. Er absolvierte ein weiteres Vorbereitungsjahr und erreichte diesmal Rang 4. 
Die folgenden fünf Jahre studierte Pasteur an der École Normale Physik und Chemie, insbesondere Kristallographie. 1846 bestand er in Paris die Agrégation (Staatsprüfung für das höhere Lehramt) in physikalischen Wissenschaften. Die damit einhergehende Ernennung zum Gymnasiallehrer am Lycée von Tournon lehnte er jedoch ab und blieb stattdessen zunächst als préparateur (wissenschaftlicher Mitarbeiter) von Antoine-Jérôme Balard an der ENS. 1847 wurde Pasteur zum Doktor der Naturwissenschaften (docteur-ès-sciences) auf Grundlage von zwei Doktorarbeiten in Physik (Untersuchung der Erscheinungen des Drehvermögens für polarisiertes Licht von Flüssigkeiten; Anwendung des Rotationsvermögens von Flüssigkeiten zur Lösung verschiedener Probleme der Chemie) und Chemie (Untersuchungen des Sättigungsvermögens der arsenigen Säure; Untersuchung der arsenigsauren Salze von Kalium, Natrium und Ammonium) promoviert.
Nach einem kurzen Aufenthalt Ende 1848 als Gymnasialprofessor für Physik am Lycée von Dijon ging er im Januar 1849 als Assistenzprofessor (professeur suppléant) für Chemie an die Universität Straßburg, drei Jahre später stieg er zum Titularprofessor auf. In Straßburg verliebte er sich in Marie Laurent, die Tochter des Rektors der Académie (regionalen Bildungsbehörde) von Straßburg. Er heiratete sie bereits am 29. Mai 1849. Seine Frau brachte fünf Kinder zur Welt, von denen allerdings drei in früher Jugend starben. Bis 1853 war sein wissenschaftliches Ansehen so gewachsen, dass ihm die Pharmazeutische Gesellschaft (Société de Pharmacie) einen Preis von 1500 Francs zuerkannte und er in die Ehrenlegion aufgenommen wurde. 1854 wurde er als Professor für Chemie sowie als Dekan an die neu gegründete Naturwissenschaftliche Fakultät in Lille berufen. Pasteur vertrat hier eine stark anwendungsbezogene Forschung im Interesse der lokalen Industrie; auch setzte er sich für eine Innovation ein, die durch ein kaiserliches Dekret im selben Jahr eingeführt worden war, dass Studenten der Naturwissenschaften im Labor ausgebildet werden sollten.
Im Alter von 34 Jahren wurde Pasteur 1857 zum wissenschaftlichen Direktor sowie zum Administrator (vergleichbar einem Kanzler an einer deutschen Hochschule) an der École Normale in Paris ernannt. Pasteur setzte die Zahl der agrégé-préparateurs – Laborassistenten, die die École Normale absolviert hatten – herauf, reduzierte aber andererseits ihre Vertragsdauer von sieben oder acht Jahren auf zwei. Mit dieser Maßnahme ermutigte er mehr Studenten zur Promotion. Außerdem gründete er eine neue Zeitschrift, die Annales scientifiques de l’École Normale Supérieure, als Forum für die Forschungsergebnisse seines Hauses. Diese Zeitschrift redigierte er persönlich bis 1871. Unter Pasteurs Ägide verbesserte sich der Ruf der École Normale enorm. Hatten sich zuvor etwa 50 bis 70 Personen jährlich auf die 15 Studienplätze beworben, so waren es zum Schluss 200 bis 230. Viel Aufsehen erregte, dass erstmals Bewerber, die zugleich an der École polytechnique angenommen worden waren, sich für die École Normale entschieden. 
Obwohl mit seinen beiden Positionen an der École Normale kein Forschungsauftrag verbunden war, hatte Pasteur sich sofort zwei Dachräume als Labor eingerichtet, wo er seine in Lille begonnenen Studien zur Gärung fortsetzte. Er erlangte direkten Zugang zu Kaiser Napoleon III., was ihm erlaubte, seine Tätigkeit zunehmend auf die Forschung zu verlagern. 1862 wurde Pasteur in die Akademie der Wissenschaften gewählt. Ab 1865 nahmen ihn die Forschungsarbeiten zu den Krankheiten der Seidenraupen, um die ihn die Regierung gebeten hatte, stark in Anspruch. Bis 1870 verbrachte er deswegen jeden Sommer in einem Feldlabor in Südfrankreich. Pasteur war auch für die Disziplin unter den Studenten zuständig, was ihn überforderte. Nach 1867 ausgebrochenen Studentenunruhen war er an der École Normale nicht mehr haltbar und wechselte als Nachfolger seines akademischen Lehrers Antoine-Jérôme Balard auf den Lehrstuhl für Chemie an der Sorbonne.
Pasteur gehörte 1868 zu den Gründern der École pratique des hautes études (EPHE), einer forschungsorientierten Graduiertenhochschule, an der er die Leitung des Labors für physiologische Chemie in der II. Sektion (Physik und Chemie) übernahm. Dank der Unterstützung des Kaisers wurde ihm der Neubau eines Labors genehmigt, der sich allerdings durch den Deutsch-Französischen Krieg verzögerte. Den Krieg verbrachte Pasteur im heimischen Jura, wo er das Bierbrauen studierte, ein Industriezweig, in dem er Frankreich gegenüber Deutschland als unterlegen ansah. Bei seiner Rückkehr nach Paris bat er 1872 darum, von allen Lehrverpflichtungen entlastet zu werden. Er setzte eine Leibrente von 12.000 Francs, die ihm noch vom Kaiser versprochen worden war, unter den veränderten politischen Bedingungen der Dritten Republik durch. Die nächsten fünf Jahre verbrachte er damit, seine Forschungsarbeiten über Gärung, Bier, Krankheiten der Seidenraupen und die spontane Entstehung (lateinisch Generatio spontanea) des Lebens abzuschließen.
1876, mit 54 Jahren, wechselte der Chemiker auf ein neues Forschungsgebiet: die Infektionskrankheiten von Haustieren und Menschen. Als Außenseiter auf dem Gebiet der Veterinär- und Humanmedizin begann er mit der Erforschung des Milzbrands. Nachdem ihm ein Impfstoff zum Schutz vor Milzbrand gelungen war, wurde zu dessen Produktion ein zusätzliches Labor in der rue Vauquelin gebaut – es stellt den Beginn der Impfstoff-Industrie dar. Für seine Tollwut-Forschung wurden Pasteur außerdem die alten Ställe des Schlosses Saint-Cloud im Park von Villeneuve l’Etang zur Verfügung gestellt. Die vom französischen Staat eingeworbenen Drittmittel wuchsen an, bis Pasteur zeitweise zehn Prozent der gesamten französischen Forschungsausgaben vereinnahmte.
Gegenüber seinen Schülern und Mitarbeitern verhielt sich Pasteur autoritär, und er galt als völlig humorlos. Sein Labor führte er wie ein Familienvater, wobei er darauf achtete, dass seine Angestellten auch verwandtschaftlich verbunden waren. Obwohl Pasteur in seiner Jugend kurzfristig an der Februarrevolution von 1848 teilgenommen hatte, war seine spätere politische Haltung konservativ bis reaktionär. Louis Napoleons Staatsstreich von 1851 begrüßte er und suchte engen Kontakt zum Kaiser. Auch nach dessen Abdankung verschwieg er nicht, wie sehr er ihm verpflichtet gewesen war. 1875 kandidierte Pasteur für die Konservativen für einen Sitz im Senat für seine Heimatstadt Arbois, scheiterte aber weit abgeschlagen, weil er als Bonapartist galt. Abgesehen von diesem Ausflug in die Politik lebte Pasteur ausschließlich für die Wissenschaft, verfolgte auch keine Hobbys; in seiner Pariser Zeit verließ er nur selten das Quartier Latin, wo die für ihn wesentlichen Wissenschaftsinstitutionen lagen.
Pasteur war ein glühender Patriot. Einem Briefpartner schrieb er während des Deutsch-Französischen Kriegs von 1870/71, er werde künftig alle seine Werke mit „Hass auf Preußen. Rache. Rache.“ zeichnen. Einen Ehrendoktor der Universität Bonn gab er aus diesem Grund 1870 zurück. Seine heftigsten Kontroversen, die zumindest von der Presse auf beiden Seiten mit stark nationalistischen Untertönen begleitet wurden, focht er mit deutschen Wissenschaftlern – unter ihnen Justus Liebig und Robert Koch – aus. Noch kurz vor seinem Tod weigerte er sich, den preußischen Orden Pour le Mérite anzunehmen.
Seine wissenschaftliche Leistung wurde durch zahlreiche Preise aus aller Welt anerkannt, darunter das Großkreuz der Ehrenlegion. 1882 erhöhte der französische Staat seine Leibrente auf 25.000 Francs (vererbbar auf seine Frau und seine Kinder), was dem Doppelten des Gehalts eines Universitätsprofessors entsprach. Im selben Jahr wurde Pasteur als „Unsterblicher“ in die Académie française gewählt. Mit dem triumphalen Erfolg der Tollwut-Impfung traf eine Vielzahl von Spenden ein. Eine Subskription zum Bau des Institut Pasteur über zwei Millionen Francs wurde sogar noch übertroffen. Es wurde im November 1888, als Pasteur 65 Jahre alt geworden war, eingeweiht. Allerdings hatte seine Gesundheit nach mehreren Schlaganfällen so stark gelitten, dass er keine wichtigen Beiträge zur Forschung mehr leisten konnte. Bei seinem Tod war Pasteur praktisch vollkommen gelähmt. Sein Körper – und später der seiner Frau – wurde in einer Krypta unter dem Institut Pasteur beigesetzt.

## Werk

### Optische Aktivität und kristalline Asymmetrie
In den Jahren von 1847 bis 1857 unternahm Pasteur eine Reihe bedeutender Experimente zum Zusammenhang zwischen optischer Aktivität, Kristallstruktur und chemischer Zusammensetzung von organischen Verbindungen insbesondere der Weinsäure und der Traubensäure.
Bereits 1841 hatte Frédéric de la Provostaye die Kristallformen rechtsdrehender Weinsäuresalze (Tartrate) beschrieben. Ausgangspunkt für Pasteurs Forschungsprojekt war die Entdeckung von Eilhard Mitscherlich, dass die Natrium-Ammonium-Salze der Weinsäure und der Traubensäure in allen ihren Eigenschaften identisch zu sein schienen, nur dass eine Lösung der Weinsäure die Ebene des polarisierten Lichts nach rechts drehte, während eine Traubensäure-Lösung optisch inaktiv blieb. Pasteur konnte Mitscherlichs Behauptung widerlegen, dass die Natrium-Ammonium-Salze der Weinsäure und der Traubensäure in ihrer Kristallstruktur identisch wären. Es gelang ihm unter dem Mikroskop, im Falle der Traubensäure zwei verschiedene Kristallstrukturen zu identifizieren, die sich wie Bild und Spiegelbild zueinander verhielten. In mühsamer Handarbeit trennte er die beiden Kristallformen voneinander. Separat aufgelöst, drehten sie die Ebene des polarisierten Lichts um denselben Betrag in entgegengesetzte Richtungen. Die rechtsdrehende Form (L-(+)-Weinsäure) war identisch mit der bekannten Weinsäure, die linksdrehende Form (D-(−)-Weinsäure) war bis dahin unbekannt gewesen. Kombinierte er gleiche Volumina und Konzentrationen der beiden Lösungen miteinander, hoben sich die gegenläufigen optischen Aktivitäten auf, und die Lösung wirkte optisch inaktiv (Racemat). Diese Entdeckung stellte er am 22. Mai 1848 im Alter von 25 Jahren vor der Akademie der Wissenschaften vor. 1860 äußerte Pasteur in einem Vortrag vor der Chemischen Gesellschaft zu Paris (Société Chimique) die Hypothese, dass die asymmetrische Kristallform optisch aktiver Verbindungen ihre Ursache in der asymmetrischen Gruppierung der Atome im Molekül haben müsse. Er spekulierte bei dieser Gelegenheit, ob zum Beispiel eine rechtsdrehende Verbindung die Form einer rechtshändigen Spirale oder eines irregulären Tetraeders haben könnte. Damit wurde er zum Begründer der Stereochemie, auch wenn das Konzept des tetraedrischen Kohlenstoff-Atoms Kekulé zuzuschreiben ist.
Die soeben gegebene Darstellung folgt dem Vortrag von 1860. Der Wissenschaftshistoriker Gerald L. Geison hat durch das Studium von Pasteurs Labortagebüchern einen anderen Ablauf rekonstruiert. Pasteur war demnach stark von seinem Kollegen Auguste Laurent an der Ecole Normale beeinflusst, der glaubte, dass die Form eines Kristalles durch die interne (Molekül-)Struktur bestimmt wird. Allerdings waren Beispiele von „Dimorphismus“ bekannt, also Substanzen mit gleicher chemischer Summenformel, aber unterschiedlichen Kristallformen, wie Calcit und Aragonit. Pasteur untersuchte insgesamt acht verschiedene Salze von Weinsäuren (Tartrate), wobei er prüfen wollte, ob sie miteinander kristallisieren könnten. Unter Laurents Einfluss achtete er besonders auf den Gehalt an Kristallwasser und minimale Änderungen der Kristallstruktur. Ihm war bereits aufgefallen, dass die Kristalle der Natrium-Ammonium-Salze der Traubensäure zwei verschiedene Formen aufweisen, und er hatte sie bereits auseinandersortiert, bevor er sich mit Mitscherlichs Arbeit zur optischen Aktivität beschäftigte. Pasteurs Überzeugung, dass nur optisch aktive Substanzen eine asymmetrische Kristallstruktur zeigen, war also nicht Ausgangspunkt, sondern Ergebnis seiner Forschung; die Frage der optischen Aktivität war nicht erkenntnisleitend. Geison wertet dies als ein Beispiel dafür, wie Erinnerung trügen kann und auch die Selbstauskünfte von Wissenschaftlern nicht unbedingt zuverlässig sind. Den Einfluss von Auguste Laurent hat Pasteur später heruntergespielt, möglicherweise, weil Laurents Sympathie für die Radikalen bald nicht mehr politisch opportun war.
Pasteur fand noch zwei weitere Methoden zur Racemat-Trennung: Eine optisch aktive Base bildet mit dem Racemat einer optisch aktiven Säure ein diastereomeres Salzpaar, das durch Kristallisation getrennt werden kann. Und Mikroorganismen verstoffwechseln unter Umständen bevorzugt eine der beiden optisch aktiven Formen eines Racemats. Ein schönes Beispiel fand Pasteur 1860 in dem Pinselschimmel Penicillium glaucum, der selektiv die rechtshändige Form einer Lösung des Ammonium-Salzes der Traubensäure, welcher etwas Phosphat hinzugefügt wurde, verstoffwechselt. Beide Methoden ließen sich in zahlreichen Fällen anwenden. Allerdings musste Pasteur seine Überzeugung revidieren, dass optisch aktive Verbindungen notwendigerweise eine asymmetrische Kristallstruktur haben, nachdem er sie bei einem optisch aktiven Isomer des Amylalkohols nicht nachweisen konnte.

### Gärung, Fäulnis und die spontane Entstehung von Leben
Nachdem Pasteur 1854 nach Lille gewechselt war, wurde von ihm erwartet, eine stark anwendungsbezogene Forschung zu leisten. Speziell die Alkoholproduktion aus Rübenzucker spielte für die lokale Industrie eine große Rolle, wodurch der Chemiker erstmals mit Fragen der Gärung konfrontiert wurde.

#### Theoretischer Hintergrund
Pasteur war überzeugt davon, dass optische Aktivität und molekulare Asymmetrie organischer Verbindungen in irgendeiner Weise mit dem Leben zusammenhängt, eine Intuition, die sich seitdem im Wesentlichen als richtig erwiesen hat (Chiralität). In der Natur grenzte er einen lebendigen Bereich chemischer Verbindungen (optisch aktiv mit asymmetrischen Kristallformen) gegen einen toten Bereich (optisch inaktiv mit symmetrischen Kristallen) ab. Philosophisch gesehen war Pasteur also Vitalist. Er glaubte an eine „kosmische asymmetrische Kraft“, die er zeit seines Lebens experimentell nachzuweisen hoffte. Da die Produkte der Gärung häufig optisch aktiv waren, vermutete er, dass die Gärung selbst von Mikroorganismen verursacht wurde.
Für die Gegenposition einer rein abiotisch verursachten Gärung standen Chemiker wie Jöns Jakob Berzelius oder Justus Liebig. Vor allem Liebig war für Pasteur ein ständiges Ärgernis. „Alle Experimente, die ich seit 23 Jahren dieser Akademie mitgeteilt habe, dienten direkt oder indirekt dazu, die Ungenauigkeit der Ansichten Liebigs aufzuzeigen“, sagte er bei einem der wichtigsten Vorträge seines Lebens am 10. Februar 1880 vor der Akademie der Wissenschaften anlässlich der Vorstellung seines ersten Impfstoffs und hielt sich lange bei der in seinen Augen fatalen Rolle Liebigs auf. Dessen Theorie zur Gärung besitze nicht die geringste Grundlage.

#### Milchsäuregärung
Pasteur begann seine Studien zur Gärung mit der Milchsäuregärung (der Prozess, in dem mikrobiell Zucker zu Milchsäure abgebaut wird, wobei Sauerbier oder Sauermilch entsteht).
Möglicherweise war er auf diese spezielle Form der Gärung durch sein Interesse an Amylalkohol gestoßen, weil dieser hierbei in großen Mengen entsteht. 1857 hielt er einen inzwischen berühmt gewordenen Vortrag zur Milchsäuregärung vor der Gesellschaft für Wissenschaften, Landwirtschaft und Künste zu Lille. In diesem Vortrag fasste er die Überzeugungen zusammen, die seine Forschungsarbeiten zur Gärung leiteten:
1. Gärung ist das Resultat der Aktivität lebender Mikroorganismen.
2. Jede Form der Gärung kann auf einen spezifischen Mikroorganismus zurückgeführt werden.
3. Das gärende Medium liefert dem Mikroorganismus Nährstoffe.
4. Das gärende Medium kann die Entwicklung eines Mikroorganismus fördern oder behindern.
5. Verschiedene Mikroorganismen konkurrieren um die Nährstoffe in einem Medium.
6. Normale Luft ist die Quelle der Mikroorganismen, die eine Gärung auslösen.
7. Durch „Aussäen“ können Mikroorganismen isoliert und gereinigt werden.

#### Alkoholische Gärung und Pasteur-Effekt
Pasteurs Studien zu Bier, Wein und Essig fallen in zwei verschiedene Zeiträume von 1857 bis 1865 und von 1871 bis 1876. Dass die alkoholische Gärung von Hefen verursacht werde, ist nicht von Pasteur entdeckt worden, wie manchmal falsch zu lesen ist. Diese Idee war bereits 1837 unabhängig voneinander von Charles Cagniard-Latour, Theodor Schwann und Friedrich Kützing publiziert worden. Pasteur konnte zeigen, dass bei der alkoholischen Gärung nicht nur Ethanol und Kohlendioxid, sondern zahlreiche Nebenprodukte wie Glycerin, Bernsteinsäure, Zellulose und Fette entstehen. Der Prozess ließ sich in seiner vollen Komplexität nicht in Form einer einfachen Reaktionsgleichung aufschreiben, was es in seinen Augen unwahrscheinlich machte, dass er ohne Beteiligung von Lebewesen ablaufen sollte.
Trotzdem ging die Mehrheit der Wissenschaftler noch von einer abiotischen Theorie der Gärung aus. Liebig hatte dafür eine „instabile organische Substanz“ zur notwendigen Voraussetzung erklärt. Pasteur widerlegte diese Theorie, indem er eine alkoholische Gärung in einem künstlichen Medium, das frei von organischem Stickstoff war, in Gang brachte. Zu einer Lösung von Rohrzucker gab er Ammoniumtartrat sowie die Mineralien aus veraschter Hefe und startete die Gärung mit etwas Bierhefe. Wenn er eine der Zutaten wegließ, blieb die Gärung aus.
1858 schlugen Moritz Traube und 1860 Marcelin Berthelot eine Theorie vor, die zwischen den Extrempositionen Pasteurs und Liebigs vermittelte: Die Gärung war demnach nicht unmittelbar das Produkt von Lebewesen, sondern von „Fermenten“ (Enzyme), die von Lebewesen ausgeschieden werden, selbst aber nicht leben. Liebig reagierte lange Zeit nicht, bis er 1868 und 1869 zwei Vorlesungen zu dem Thema hielt, die überdies wegen des Deutsch-Französischen Kriegs erst 1871 ins Französische übersetzt wurden. In seiner letzten Vorlesung gab Liebig zu, dass die alkoholische Gärung im eben skizzierten Sinne auf die Aktivität der Hefe zurückging. Pasteur wollte die Existenz „löslicher Fermente“ nicht vollkommen ausschließen, aber auch noch nicht akzeptieren, als die Frage durch eine Publikation Berthelots aus dem Nachlass von Claude Bernard noch einmal aufkam. Trotzdem beschuldigte er französische Anhänger von Liebig, wie Edmond Frémy, des mangelnden Patriotismus, weil sie es gewagt hatten, „deutscher Wissenschaft“ den Vorzug zu geben.
Im Rahmen seiner Bierstudien entdeckte Pasteur 1861 zum ersten Mal eine Stoffwechselregulation. Bei Sauerstoffmangel konsumieren Hefen mehr Zucker. In heutigen Begriffen decken sie dann ihren Energiebedarf durch den anaeroben Abbau von Kohlenhydraten (Glykolyse); bei ausreichender Versorgung mit Sauerstoff schalten sie auf den oxidativen Kohlenhydratabbau um (oxidative Phosphorylierung). Der Effekt ist inzwischen nach ihm als Pasteur-Effekt benannt. Seine Erkenntnisse fasste er 1876 in dem Buch Etudes sur la bière zusammen.

#### Essig- und Buttersäuregärung
Ab 1861 veröffentlichte Pasteur eine Reihe von Artikeln zur „Essigsäuregärung“ (aus heutiger Sicht handelt es sich nicht um eine Gärung), die er 1864 in einer langen Abhandlung zusammenfasste. Als Pasteur anfing, wurde die Essigsäuregärung von der Mehrheit der Wissenschaftler als abiotischer Prozess betrachtet, analog zur katalytischen Oxidation von Alkohol zu Acetaldehyd und Essigsäure durch fein verteiltes Platin. Pasteur war sich dagegen sicher, dass auch die Essigsäuregärung auf einen biologischen Prozess zurückzuführen sein musste, und untersuchte mit diesem Ziel die feine Haut auf der Oberfläche von Essig, die Essigmutter. Friedrich Kützing hatte bereits 1837 einen Zusammenhang zwischen der Aktivität von Mikroorganismen in der Essigmutter und der Entstehung von Essig hergestellt. Pasteur gelang es, wie schon in seinem Experiment zur alkoholischen Gärung, Essig aus einem Medium aus verdünntem Alkohol, Ammonium, mineralischen Salzen und dem Organismus aus der Essigmutter (in damaliger Nomenklatur Mycoderma aceti) zu gewinnen. Nur an einer Oberfläche in Gegenwart von reichlich Sauerstoff produzierte dieser Organismus Essig. Pasteurs Studien hatten für Essighersteller die praktische Folge, dass sie die Produktion steuern konnten. Bis dahin hatten sie manchmal wochenlang warten müssen, bevor die Essigmutter spontan auftauchte.
Pasteur beschrieb 1861 auch eine neuartige Form der Gärung, die Buttersäuregärung. Die Mikroorganismen, die er hier als Verursacher ausmachte, waren beweglich, weshalb er sie dem Tierreich zuordnete. Ihm fiel auf, dass diese „Infusorien“ unter dem Mikroskop am Rande des Deckglases ihre Beweglichkeit verloren, was er auf hier eindringende atmosphärische Luft zurückführte. Wenn Pasteur Luft durch einen Behälter leitete, in dem Buttersäuregärung ablief, konnte er die Gärung sofort stoppen. Die Mikroorganismen waren danach abgestorben. Kohlensäure behinderte dagegen die Buttersäuregärung nicht. Pasteur hatte damit ein Beispiel für einen anaeroben Organismus gefunden. Später verallgemeinerte er diese Beobachtung, indem er Gärung generell als „Leben ohne Luft“ definierte. Über den Widerspruch, dass die „Essigsäuregärung“ seiner Ansicht nach die Anwesenheit von Sauerstoff voraussetzte, sah er lange Zeit hinweg. Außerdem musste er 1872 zugeben, dass auch die alkoholische Gärung nicht ganz ohne Sauerstoff ablaufen kann, weil sonst Hefe nicht keimen kann.

#### Fäulnis ist Gärung
Fäulnis war zu dieser Zeit als Zersetzung von Substanzen pflanzlicher oder tierischer Herkunft mit Entwicklung von übelriechenden Gasen definiert. 1863 dehnte Pasteur seine Erkenntnisse zur Gärung auf die Fäulnis aus. Obwohl er nur unzureichende Belege lieferte, behauptete er, dass auch die Fäulnis auf die Aktivität lebender Organismen zurückgehe. Fäulnis sei nichts anderes als die Gärung von Substanzen mit einem relativ hohen Schwefelanteil, und die Freisetzung dieses Schwefels in gasförmigen Verbindungen erzeuge den üblen Geruch.

#### Die spontane Entstehung von Leben
Pasteurs Studien über die Gärung waren von entscheidender Bedeutung für eine Frage, die seit der Antike diskutiert worden war: Kann Leben unter Alltagsbedingungen spontan entstehen? Zu Pasteurs Zeit war die Debatte bereits auf die Fragestellung reduziert worden, ob mikroskopisch kleine Lebewesen aus toter organischer Materie entstehen können. Ab 1860 veröffentlichte Pasteur dazu in kurzer Folge fünf Arbeiten, die er 1861 in einem Vortrag vor der Chemischen Gesellschaft zu Paris zusammenfasste.
Zu den Experimenten, die hier nicht vollständig beschrieben werden, gehören:
- Pasteur kochte hefehaltiges Zuckerwasser auf und platzierte es in einem luftdichten Behälter. Der Inhalt blieb wochenlang steril. Brachte er Watte, durch die normale Luft gesaugt worden war, in den Behälter, fing der Inhalt innerhalb von 24 bis 36 Stunden an zu gären. Pasteur schloss daraus, dass der Staub der Luft Mikroorganismen enthielt.
- Nach dem Vorbild von Eugène Chevreul[55] ließ er Flaschen mit einem schwanenhalsartigen Hals anfertigen, füllte sie mit Zuckerwasser, Urin oder Milch und kochte den Inhalt auf. (Unabhängig von Pasteur hatte Hermann Hoffmann ebenfalls 1860 dieses Verfahren beschrieben.[56]) Obwohl die Flaschen eine offene Verbindung zur Luft hatten, blieb der Inhalt steril. In Kontrollflaschen, deren Inhalt nicht aufgekocht worden war, bildete sich in kurzer Zeit ein Schimmelrasen. Brach Pasteur die Schwanenhälse ab, so bildete sich auch in den steril gebliebenen Flaschen Schimmel oder der Inhalt fing an zu gären. Anscheinend waren Mikroorganismen von oben in die Flaschen hineingeschwebt, was der lang ausgezogene Schwanenhals zuvor verhindert hatte.
- Pasteur kochte hefehaltiges Zuckerwasser auf, setzte es für kurze Zeit der Luft aus und verschloss die Behälter dann luftdicht. Am Fuß des Jura-Gebirges bildeten sich daraufhin in acht von 20 Fällen Lebensformen, auf 850 Meter Höhe in fünf von 20 Fällen, und auf dem Gletscher Mer de Glace in 2000 Meter Höhe veränderte sich nur in einem von 20 Fällen der Inhalt. Pasteur hatte eine Methode zur Messung der Konzentration von Keimen in der Luft erfunden.

Für den Vortrag von 1861 verlieh die Akademie der Wissenschaften Pasteur ein Preisgeld von 2500 Francs, das für denjenigen ausgelobt worden war, der wichtige Beiträge zur Frage der spontanen Entstehung von Leben leisten würde. Félix Archimède Pouchet (1800–1872) hatte 1845 nachgewiesen, dass weibliche Tiere Eizellen unabhängig vom Kontakt mit Männchen produzieren. Er vertrat eine gemäßigte Variante der Spontanzeugung (zwar entstehen erwachsene Organismen nicht spontan, wohl aber ihre Eier). Pouchet wiederholte Pasteurs Experiment in den französischen Alpen mit dem Unterschied, dass er statt hefehaltigem Zuckerwasser einen Heuaufguss verwendete. In allen acht Fällen veränderte sich der Flascheninhalt, was so wirkte, als ob nur Sauerstoff nötig wäre, um Leben entstehen zu lassen. Als Pasteur verächtlich reagierte, verlangten Pouchet und seine Mitarbeiter eine Untersuchungskommission der Akademie, die 1864 zusammentrat, allerdings mit so vielen Pasteur-Sympathisanten besetzt war, dass ein faires Verfahren nicht gesichert war. Die Kommissionssitzungen zogen sich ergebnislos hin, während sich unter französischen Wissenschaftlern der Eindruck festsetzte, dass die Frage in Pasteurs Sinne entschieden sei. 1876 entdeckten jedoch Ferdinand Cohn und John Tyndall die Tatsache, dass bestimmte Mikroorganismen eine Phase mit Endosporen – die sogar kochendes Wasser überstehen – durchlaufen, was Pouchets Ergebnisse zum Teil erklären würde. Allerdings hatten Pouchet und seine Kollegen auch Mikroorganismen beschrieben, die definitiv nicht so entstanden sein können, wie Myzelien, verschiedene Bakterien und Amöben. Das spricht dafür, dass ihre Versuche auch auf eine andere Weise kontaminiert gewesen sein müssen.
Anhänger der Spontanzeugung konnten immer noch einwenden, dass durch die Erhitzung eine „Lebenskraft“ oder eine andere wesentliche Voraussetzung für die spontane Entstehung von Leben zerstört werde. 1863 gelang es Pasteur, zwei Körperflüssigkeiten zu konservieren, ohne sie zu erhitzen: Urin und Blut. Er gewann sie direkt aus den Venen beziehungsweise der Harnblase von Tieren. Solange er sie nur keimfrei gemachter Luft aussetzte, veränderten sie sich nicht. Pasteur leistete damit einen wesentlich Beitrag zur Technik des aseptischen Arbeitens.
1877 wurde Pasteur erneut herausgefordert, diesmal von dem britischen Wissenschaftler Henry Charlton Bastian, der die spontane Entstehung von Leben in sterilem Urin beobachtet haben wollte. Diesmal war es Pasteur, der eine Untersuchungskommission der Akademie der Wissenschaften anregte. Obwohl Bastian sogar nach Paris reiste, trat die Kommission nie wie geplant zusammen und Bastian fuhr mit leeren Händen nach Hause zurück. Sein Protest führte allerdings dazu, dass Pasteurs Mitarbeiter Jules Joubert und Charles Chamberland sich die Frage noch einmal vornahmen und auf die erstaunliche Hitzeresistenz mancher Mikroorganismen stießen. Ein praktisches Ergebnis dieser Forschungen war der Autoklav.
In einer unveröffentlichten Notiz von 1878 spekulierte Pasteur darüber, dass die spontane Entstehung von Leben doch möglich sein müsse, weil sie am Anfang des Lebens gestanden haben müsse.

#### Pasteurisierung
Nicolas Appert hatte bereits 1831 in seinem Buch Le livre de tous les ménages (deutsch: Das Buch aller Haushalte) eine Methode zur Haltbarmachung von Wein durch Erhitzen veröffentlicht, von der Pasteur später erklärte, dass sie ihm unbekannt gewesen sei. Diese Erklärung ist glaubhaft, weil Appert den Abschnitt erst in einer späteren Auflage hinzugefügt hatte.
Das Konservierungsverfahren für flüssige Lebensmittel, das heute als Pasteurisierung bekannt ist, ergab sich aus Pasteurs Forschungsarbeiten zur Gärung. Dabei werden Lebensmittel auf eine Temperatur unterhalb von 100 °C erhitzt. Es handelt sich nicht um eine Sterilisation, da nur die meisten vegetativen Formen von Mikroorganismen, nicht aber ihre Sporen abgetötet werden. Allerdings erfasst die Pasteurisierung nahezu alle pathogenen Keime. 1867 wurde Pasteur für seine Methode, Wein durch Erhitzen zu konservieren, auf der Weltausstellung zu Paris mit dem Großen Preis ausgezeichnet. 1868 prüfte die Französische Marine den Prozess und übernahm ihn für die Flotte und zur Weinversorgung der Kolonien. Auch Essig ließ sich durch Erhitzen auf 55 °C konservieren, wie Pasteur zeigte. In Österreich und Deutschland wurde die Pasteurisierung von Flaschenbier bei 55 °C populär. Dagegen geht die Pasteurisierung von Milch und Milchprodukten nicht auf Pasteur zurück. Dieser hatte 1861 festgestellt, dass selbst Kochen bei 100 °C Milch nicht zuverlässig sterilisiert, was er auf ihre basische Natur zurückführte. Erst Franz von Soxhlet verwirklichte dann auch die Pasteurisierung von Milch.

### Krankheiten der Seidenraupen:pébrineundflacherie
In einer Zeit ohne künstliche Textilfasern war die Seidenindustrie für Spanien, Frankreich und Italien von großer Bedeutung, sodass die Krankheiten der Seidenraupen schon früh von Forschern untersucht wurden. Agostino Bassi hatte für die muscardine bereits 1835 festgestellt, dass der Erreger ein Pilz war, und damit das erste Beispiel überhaupt für eine Infektionskrankheit geliefert. 1865 befand sich die französische Seidenindustrie in einer schwierigen Lage, weil in den vorangegangenen zwei Jahrzehnten die Produktion wegen einer Krankheit namens pébrine auf ein Sechstel geschrumpft war.
In diesem Jahr beauftragte die französische Regierung Pasteur, diese Fleckenkrankheit zu untersuchen. Nach seiner eigenen Aussage hatte er zuvor noch nie mit Seidenraupen zu tun gehabt. Die Forschungsarbeiten zogen sich wegen einer Reihe von persönlichen Unglücken hin (Ende 1865 starb Pasteurs Vater; 1866 starb seine zweijährige Tochter; 1867 brachen Studentenunruhen an der Ecole Normale aus, die dort zu seiner Entlassung führten; 1868 erlitt er einen schweren Schlaganfall). Bei der von Microsporidien (in heutiger Nomenklatur: Nosema bombycis) verursachten Krankheit sind die Körper der Raupen von braunen, pfefferartigen Punkten – wovon sich der französische Name pébrine ableitet – übersät. Ihnen entsprechen winzige Kügelchen, die unter dem Mikroskop im Inneren der Raupen sichtbar werden. Nach langen vergeblichen Versuchen kam Pasteur auf die Idee, gesunde Seidenraupen mit Maulbeerblättern zu füttern, die mit den Ausscheidungen von kranken Raupen bestrichen waren. Tatsächlich starben die gefütterten Raupen, allerdings ohne die gefürchteten Punkte zu zeigen, sodass Pasteur den Versuch zunächst für gescheitert hielt. Erst als er ihn von seinem Assistenten Désiré Gernez an einem anderen Ort wiederholen ließ, war Pasteur überzeugt, dass die Punkte nicht nur ein Symptom, sondern Ursache der Krankheit waren. Sie enthielten lebende Krankheitserreger, die nicht aus dem Inneren der Raupen stammten – wie Pasteur ursprünglich angenommen hatte –, sondern von außen die Raupen infizierten.

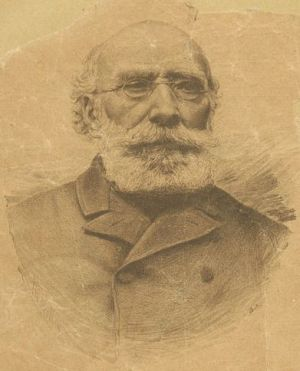
Antoine Béchamp beschuldigte Pasteur des Plagiats.

 Der italienische Wissenschaftshistoriker Antonio Cadeddu hat darauf hingewiesen, dass praktisch alle Erkenntnisse Pasteurs schon von Antoine Béchamp – einem Kollegen Pasteurs aus Straßburger Tagen – vorweggenommen worden sind. Anders als man aufgrund von Pasteurs Vorgeschichte mit seinen Untersuchungen zur Gärung und Fäulnis annehmen sollte, hatte Pasteur anfangs nicht an eine Infektionskrankheit geglaubt. Dagegen hatte Antoine Béchamp bereits 1866 in einer Notiz an die Akademie der Wissenschaften die pébrine als Infektionskrankheit bezeichnet. Zu diesem Zeitpunkt verglich Pasteur die Punkte noch mit Krebszellen oder Lungen-Tuberkeln (der Charakter der Tuberkulose als Infektionskrankheit war damals noch unbekannt). Selbst 1867 hatte Pasteur die Hypothese einer Infektionskrankheit für die pébrine abgelehnt. In diesem Jahr reklamierte Béchamp seine Priorität in einem Brief an die Akademie der Wissenschaften. Pasteur erwähnte Béchamp in seiner großen Monografie „Studien zu den Krankheiten der Seidenraupen“ von 1870 mit keinem Wort, obwohl er sonst die Arbeiten seiner Vorgänger referierte. Béchamp hat später Pasteur des Plagiats beschuldigt: „Ich bin der Vorläufer von Pasteur, genau so wie der Bestohlene der Vorläufer eines neureichen, glücklichen und dreisten Diebes ist, der ihn verhöhnt und beleidigt.“
Nachdem der Charakter der pébrine als Infektionskrankheit erkannt war, fand Pasteur heraus, dass sich ein Teil seiner widersprüchlichen Versuchsergebnisse dadurch erklären ließ, dass viele Raupen an einer zweiten Krankheit – der Schlaffsucht (französisch: flacherie oder morts-flats) – gelitten hatten. Die meisten Spezialisten hatten flacherie bis dahin für ein Stadium der pébrine gehalten. Pasteur fand einen vibrio, der sich in Fütterungsversuchen übertragen ließ und den er für den Erreger der Krankheit hielt. Auch im Falle der flacherie war Béchamp jedoch Pasteur zuvorgekommen und hatte als Krankheitserreger eine Mikrobe identifiziert, die er seinerseits Microzymas aglaiae nannte. Heute ist bekannt, dass es sich bei bestimmten Formen der flacherie um eine Viruskrankheit handelt, andere Formen durch starke Hitze hervorgerufen werden. Wahrscheinlich haben Pasteur (und Béchamp) damals Bacillus bombycis gesehen, eine bakterielle Sekundärinfektion infolge der Viruserkrankung.
Die Vorbeugungsmaßnahmen, die Pasteur empfahl, waren unabhängig vom angenommenen Krankheitsmechanismus: Zu der Zeit, als Pasteur noch von einer konstitutionellen, vererbbaren Krankheit ausging, empfahl er ebenso wie später, als er an eine Infektionskrankheit glaubte, für die Brut nur Elterntiere zu verwenden, die nachweislich frei von dem Krankheitserreger waren. Folgt man den Angaben von Pasteur, so gelang es, die pébrine auszurotten, während ähnliche Versuche bei der flacherie scheiterten. Aber auch in Bezug auf die pébrine erfüllten sich Pasteurs Hoffnungen nicht, weil die Krankheitserreger noch andere Wirte als die Seidenraupen haben. Unabhängig von seinen Forschungsarbeiten ließ sich der Niedergang der französischen Seidenindustrie auch deswegen nicht aufhalten, weil die französische Seide Konkurrenz durch billigere orientalische Seide bekam.

### Die Keimtheorie der Krankheit
In der älteren Literatur über Pasteur wird fast durchweg behauptet, dass die Fleckenkrankheit der Seidenraupen das erste Beispiel für eine Krankheit gewesen sei, bei der Mikroorganismen als Ursache entdeckt werden konnten. Dies ist falsch. Das erste Beispiel für eine Infektionskrankheit hatte Agostino Bassi bereits 1835 mit der muscardine der Seidenraupen geliefert. Sie wird von dem Pilz Beauveria bassiana – einem mehrzelligen Organismus – verursacht. Pasteur selbst erwähnte lobend Casimir Davaine, der 1863 nach künstlichen Übertragungen von Milzbrand mit dem Blut milzbrandkranker Tiere gezeigt hatte, dass der Milzbrand-Erreger die Krankheit Milzbrand verursacht, und damit zum ersten Mal eine Bakterie für eine Krankheit verantwortlich gemacht hatte. (Davaine war seinerseits durch die Lektüre von Pasteurs Arbeiten zur Buttersäuregärung angeregt worden.) Die von Pasteur untersuchten Krankheiten der Seidenraupen waren nur weitere Beispiele für ein Konzept, das sich zwar noch nicht durchgesetzt hatte, aber zunehmend glaubwürdiger wurde.

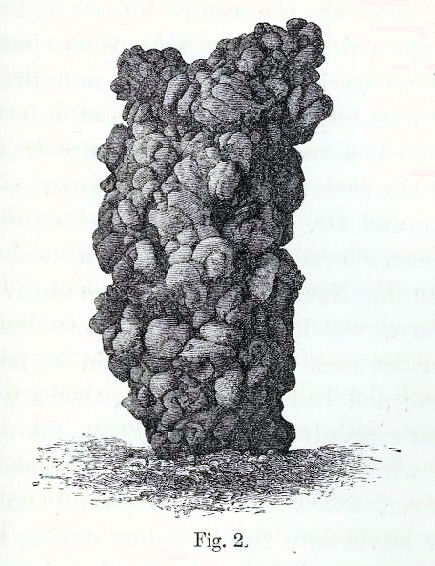
Bodenbildende Ausscheidungen von französischen Regenwürmern aus Darwins Die Bildung der Ackererde durch die Tätigkeit der Würmer. Nach Ansicht von Pasteur holen Regenwürmer auf diese Weise auch die Sporen von Milzbrand-Bakterien aus vergrabenen Tierkadavern wieder an die Oberfläche.

Allerdings glaubte Pasteur, dass noch Zweifel geblieben waren, und untersuchte deswegen ebenfalls den Milzbrand-Erreger, dessen Entwicklungszyklus zu diesem Zeitpunkt jedoch schon weitgehend von Robert Koch aufgeklärt worden war. Pasteurs wichtigster Beitrag war hier der Hinweis auf die Rolle der Regenwürmer, die Milzbrand-Sporen aus begrabenen Tierkadavern wieder an die Erdoberfläche bringen. Daraus ergab sich der Ratschlag an Bauern, an Milzbrand verstorbene Tiere niemals in Boden zu vergraben, den sie als Weide vorgesehen hatten. Dank der Arbeiten Kochs, aber auch Pasteurs wurde Milzbrand zur ersten Krankheit von großen Nutztieren, die allgemein als Infektionskrankheit anerkannt wurde.
1878 hielt Pasteur einen Vortrag über die „Keimtheorie“. Hier machte er erstmals am Beispiel des Erregers der Sepsis (vibrion septique, heute Clostridium septicum; Pasteur ging zunächst davon aus, dass es nur diesen einen Erreger einer Sepsis gebe) die Beobachtung, dass beim selben Erreger Variationen der Virulenz vorkommen. Diese Erkenntnis war eine wichtige Voraussetzung für die Entwicklung seiner Impfstoffe. 1880 fasste Pasteur das Konzept der Infektionskrankheiten in dem großen Vortrag Über die Erweiterung der Keimtheorie auf die Ätiologie bestimmter allgemein verbreiteter Krankheiten vor der Akademie der Medizin zusammen. Hier führte er Furunkel, Osteomyelitis und Kindbettfieber auf die Tätigkeit von Mikroorganismen zurück, obwohl er für die ersten beiden Beispiele nur je einen einzigen Patienten untersucht hatte. Als Verursacher machte er eine Bakterie verantwortlich, die später Staphylokokkus genannt wurde.
Pasteurs Terminologie schwankte zunächst zwischen Begriffen wie „Vibrionen“ oder „Infusorien“, bevor er einen Vorschlag des Chirurgen Charles Emmanuel Sédillot (1804–1883) unterstützte, sämtliche Mikroorganismen „Mikroben“ zu nennen. Hiervon leitete er den neuen Fachbegriff „Mikrobiologie“ ab, den er 1881 auf dem Internationalen Medizinkongress in London statt des deutschen Begriffs „Bakteriologie“ vorschlug. Dieser Begriff war tatsächlich angemessener, weil Pasteur nicht nur Bakterien, sondern auch Hefen und – im Falle der Tollwut – sogar Viren untersuchte.

### Anregung zur Antisepsis
Joseph Lister hatte seine Anregung zur Antisepsis 1865 aus der Lektüre der Schriften Pasteurs über Gärungs- und Fäulnisprozesse erhalten, wie er Pasteur in einem Dankbrief bestätigte. Pasteur war auf diese Anerkennung stolz und ließ den Brief bei verschiedenen Gelegenheiten reproduzieren. Er selbst propagierte schon früh antiseptisches Arbeiten. So sagte er etwa 1874: „Hätte ich die Ehre, ein Chirurg zu sein, würde ich nie ein Instrument irgendeiner Art in den menschlichen Körper einführen, ohne es vor der Operation kochendem Wasser oder besser noch einer Flamme ausgesetzt und dann schnell abgekühlt zu haben.“ Persönlich entwickelte Pasteur eine derartige Angst vor Infektionen, dass er nur widerwillig Hände schüttelte und vor dem Essen sein Geschirr putzte.
1877 beobachteten Pasteur und Joubert, dass eine Milzbrand-Infektion nicht angeht, wenn sie gleichzeitig andere Bakterien injizierten. Sie schienen Stoffe abzugeben, die die Milzbrand-Erreger töteten. Obwohl Pasteur die Hoffnung äußerte, aus dieser Entdeckung ein therapeutisches Prinzip zu entwickeln, wurde sie in ihrer Bedeutung erst 1939 verstanden, als René Dubos das erste Antibiotikum entdeckte, das von einem Bakterium produziert wird.

### Vorbeugung gegen Infektionskrankheiten durch Impfung

#### Der erste Impfstoff aus einem Labor: gegen Geflügelcholera
Vor den Arbeiten Pasteurs zur Geflügelcholera war die einzige bekannte Impfung in der Humanmedizin Edward Jenners Pockenschutzimpfung, das heißt, unter einer „Impfung“ wurde ein besonderes Verfahren zum Schutz vor Pocken verstanden. Ihre Funktionsweise war unklar. 1880 zeigte Pasteur am Beispiel der Geflügelcholera – die nichts mit der Cholera des Menschen zu tun hat –, dass man auch anderen Krankheiten durch eine Impfung vorbeugen kann. Pasteur erweiterte damit den Impfgedanken zu einem allgemeinen Prinzip. Bei Pasteurs erstem Impfstoff handelte es sich um einen Lebendimpfstoff aus abgeschwächten Erregern der Krankheit. Pasteur setzte also eine Impfung gegen eine Krankheit ein, von der bekannt war, dass sie durch einen Erreger verursacht wurde, der außerhalb eines lebenden Organismus kultiviert werden konnte.

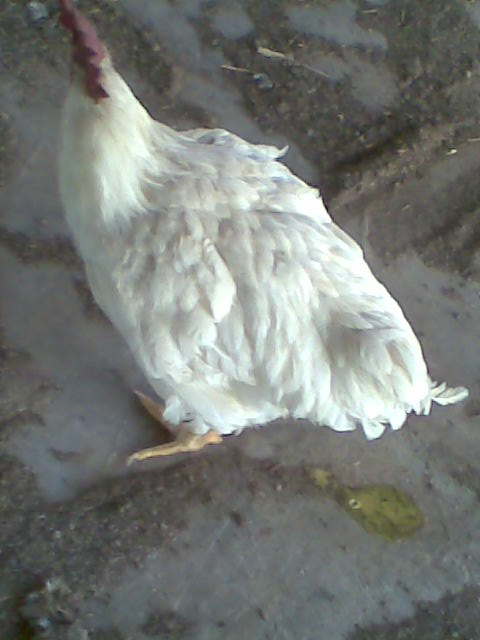
Durchfall ist ein typisches Symptom der Geflügelcholera.

In fast allen Büchern über Pasteur wird der Hergang der Ereignisse in einer verklärten Form wiedergegeben, die zuerst von René Vallery-Radot geprägt worden ist. Demnach habe bei der Entwicklung des Impfstoffs ein glücklicher Zufall eine Rolle gespielt, als Pasteur auf eine alte Kultur des Erregers der Geflügelcholera aufmerksam geworden sei, die nicht fortlaufend kultiviert worden, sondern unverändert liegen geblieben war. Pasteur habe diese alte Kultur einigen Hühnern spritzen lassen, die daraufhin nicht erkrankt seien. Beim Spritzen einer neuen, frischen Kultur seien die Hühner weiterhin gesund geblieben. An dieser Erzählung fallen drei Elemente auf: der Zufall, die Zuspitzung auf ein Schlüsselexperiment und die geniale Beobachtungsgabe Pasteurs. Die Darstellung Vallery-Radots ist in fast alle späteren Bücher über Pasteur übernommen worden.
Der italienische Wissenschaftshistoriker Antonio Cadeddu konnte durch das Studium der Labortagebücher Pasteurs (insbesondere „Heft 89“) nachweisen, dass die Ereignisse weniger dramatisch abgelaufen sind. Demnach war der Impfstoff das Ergebnis eines ausgedehnten Forschungsprogramms, das von Pasteurs Mitarbeiter Emile Roux unternommen worden war. Insbesondere war es nach einer Notiz, die Pasteur am 4. März 1880 angefertigt hat, Roux, der während eines Sommerurlaubs seines Chefs die alte Kultur zwei Hühnern gespritzt hatte. Diese Hühner hatten zwar überlebt, waren aber bei der wiederholten Injektion der alten Kultur gestorben. Das von Pasteurs Biografen René Vallery-Radot behauptete Schlüsselexperiment hat es also laut Cadeddu nie gegeben, die Idee zu dieser Art von Versuchen kam von Roux, der erste Versuch war erfolglos und auch weitere Versuche verliefen widersprüchlich.
Hervé Bazin, emeritierter Medizinprofessor an der Universität Löwen, hat die Labortagebücher ebenfalls genau analysiert. Demnach begann Pasteur sein Forschungsprogramm mit dem festen Ziel, einen Impfstoff zu finden. Anfang 1879 unternahm er dazu zunächst Fütterungsversuche, suchte also nach einer Schluckimpfung. Auch die weiteren Experimente, die Roux vornahm, geschahen auf Anweisung von Pasteur. Als „Schlüsselexperiment“ bezeichnet Bazin einen Versuch vom 5. Januar 1880. In ihm wurden 12 Hühner mit einer frischen Kultur, 12 Hühner mit einer älteren, bereits sauer gewordenen Kultur und weitere 12 Hühner mit einer alten, ebenfalls sauer gewordenen Kultur infiziert. Nach acht Tagen hatten von den mit der älteren Kultur infizierten Hühnern vier überlebt, von der mit der alten Kultur infizierten Hühnern elf. Pasteur konnte also durch die Länge der Kulturpausen die Virulenz des Erregers steuern. Dass eine Kultur mit einem abgeschwächten Erreger sich als Impfstoff eignet, wies er in einem Versuch vom 23. Januar nach, als acht geimpfte Hühner nach Konfrontation mit dem virulenten Erreger gesund blieben.
Typisch für Pasteur war die Voreiligkeit, mit der er an die wissenschaftliche Fachöffentlichkeit ging. Bereits am 22. Januar 1880 machte Pasteur eine vage Ankündigung auf einem veterinärmedizinischen Fachkongress. Am 9. Februar 1880 trug Pasteur über das Thema vor der Académie des sciences und am folgenden Tag vor der Académie nationale de médecine vor, konnte (laut Cadeddu) oder wollte (laut Bazin) aber noch nicht angeben, wie er den Impfstoff hergestellt hatte, sondern sprach nur von einer „gewissen Änderung in der Kulturweise“.
Pasteurs Verhalten führte in der Académie nationale de Médecine zu einem Eklat, weil einige Mitglieder glaubten, Pasteur wolle absichtlich die Herstellungsmethode seines Impfstoffs verheimlichen. Der Alterspräsident der Akademie Jules Guérin protestierte scharf, worauf Pasteur in einem Briefentwurf bereits seine Mitgliedschaft in der Akademie kündigen wollte, den Brief aber nicht abschickte. Im Oktober kam es vor der versammelten Akademie zwischen Pasteur und Guérin zu einem wütenden Wortwechsel, der damit endete, dass Guérin Pasteur zum Duell forderte. Pasteur nahm die Herausforderung des 80-Jährigen jedoch nicht an. Erst am 26. Oktober 1880 sprach Pasteur die Vermutung aus, dass es der Sauerstoff gewesen war, der während der langen Kulturpausen die Krankheitserreger abgeschwächt hatte. („Abschwächung“ darf nicht so verstanden werden – wie es noch Pasteur tat –, dass der Erreger durch die Kulturbedingungen in seiner Virulenz abgeschwächt worden wäre, sondern durch die Kulturbedingungen wurden einzelne, von vornherein vorhandene, weniger virulente Erreger selektiert und konnten sich vermehren.)
In der Praxis hatte der Impfstoff gegen Geflügelcholera starke Nebenwirkungen. Die geimpften Tiere konnten unbemerkt die Krankheit weiterverbreiten, der Impfschutz hielt nur kurz vor, und der Impfstoff war teuer. Geflügelcholera wurde und wird aus diesen Gründen weiterhin durch Keulen der Bestände bekämpft. Seine Bedeutung ist wissenschaftshistorischer Art: Pasteurs Geflügelcholera-Impfstoff war das erste Beispiel für einen Impfstoff, der künstlich im Labor produziert und nicht – wie Jenners Pockenimpfstoff – der Natur entnommen worden war.

#### Veterinärmedizinische Impfstoffe gegen Milzbrand und Schweinerotlauf
Pasteur besaß ein heute eigentümlich wirkendes Verständnis von Immunität. Er betrachtete einen Körper als Kulturmedium für die Krankheitserreger, die nur so lange wachsen konnten, wie das Kulturmedium die dafür notwendigen Nährstoffe enthielt. Waren diese Nährstoffe erschöpft, konnten die Krankheitserreger nicht mehr wachsen, womit der Körper immun geworden war. Die abgeschwächten Erreger in einem Impfstoff vermittelten Immunität, indem sie die für sie notwendigen Nährstoffe aufbrauchten. Impfstoffe konnten in dieser Sicht grundsätzlich nur Lebendimpfstoffe sein. Nur vor diesem Hintergrund wird die Kontroverse um Pasteurs nächstes Projekt – einen Milzbrand-Impfstoff – verständlich.

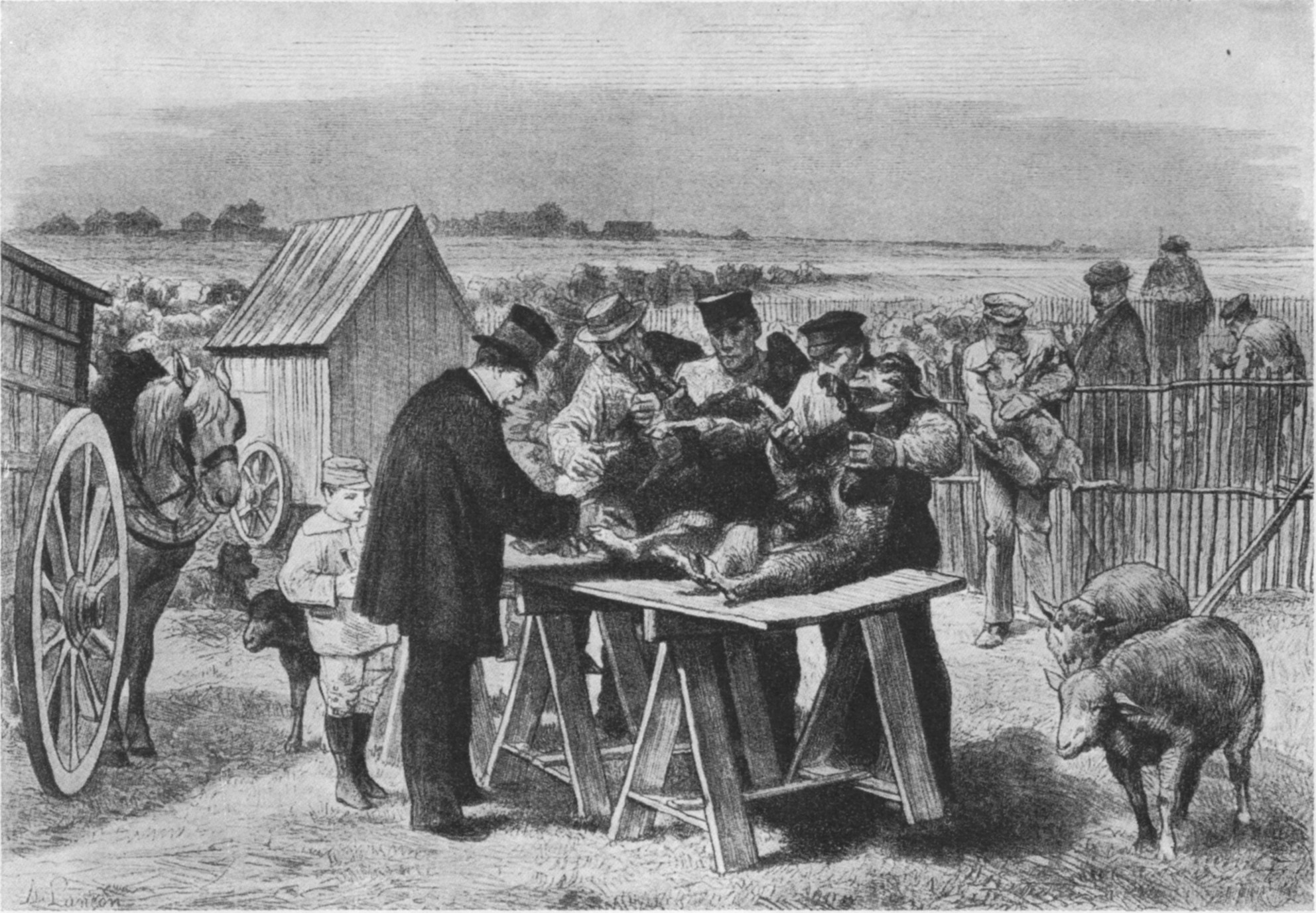
Zeitgenössische Darstellung des Demonstrationsversuchs zur Milzbrandimpfung, den Pasteur in Pouilly-le-Fort unternahm

Als Sohn eines Gerbers muss Pasteur den Milzbrand – eine wichtige Berufskrankheit von Menschen, die mit tierischen Häuten umgehen – gekannt haben. Milzbrand war auch veterinärmedizinisch eine bedeutende Krankheit: Die jährlichen Verluste wurden für Frankreich auf 20 bis 30 Millionen Francs geschätzt. Wieder stellte Pasteur einen Impfstoff her – zumindest erweckte er diesen Anschein –, indem er Milzbrand-Bakterien längere Zeit dem Sauerstoff der Luft aussetzte.
Am 28. Februar 1881 verkündete Pasteur vor der Akademie der Medizin, dass „nichts leichter“ sei, als Schafe, Kühe oder Pferde vor Milzbrand zu schützen, wie er es bereits mit großem Erfolg an Schafen bewiesen habe. Trotzdem reagierte er überrascht, als er – veranlasst von dem Tierarzt Hippolyte Rossignol – vom Landwirtschaftsverein von Melun (Société d’agriculture à Melun) zu einem öffentlichen Demonstrationsversuch herausgefordert wurde. Der Versuch auf Rossignols Hof in Pouilly-le-Fort (bei Melun, Département Seine-et-Marne) war weltweit der erste öffentliche Demonstrationsversuch eines im Labor entwickelten Impfstoffs. Von insgesamt 50 Schafen impften seine Mitarbeiter an zwei aufeinander folgenden Terminen 25, die übrigen 25 Tiere dienten als Kontrollgruppe. Zuletzt spritzten sie allen Schafen hochvirulente Milzbrand-Bakterien. Zwei Tage später, am 2. Juni 1881, traf Pasteur zum triumphalen Abschluss des Versuchs ein: Von den 25 geimpften Schafen waren 24 gesund geblieben und lediglich ein Mutterschaf – wahrscheinlich an einer anderen Ursache – erkrankt. Von den ungeimpften Tieren waren zu diesem Zeitpunkt 23 gestorben und die beiden übrigen Schafe dem Tod nahe. Zu den Zuschauern gehörte der Pariser Korrespondent der Londoner Times, der den Versuchsausgang international bekannt machte.
Louis Pasteur hat die Zusammensetzung des in Pouilly-le-Fort verwendeten Impfstoffs nie veröffentlicht, erweckte aber den Eindruck, dass er ihn genauso wie seinen ersten Impfstoff gegen Geflügelcholera hergestellt hätte: als einen durch Sauerstoff abgeschwächten Lebendimpfstoff. Diese Darstellung ist – mit Ausnahme der zunächst wenig beachteten Erinnerungen seines Neffen Adrien Loir – von den gängigen Pasteur-Biografen übernommen worden. Loir schrieb dagegen 1937, dass Pasteur den Impfstoff für Pouilly-le-Fort mit Kaliumdichromat habe versetzen lassen. Dieser Impfstoff sei von Chamberland und Roux hergestellt worden.

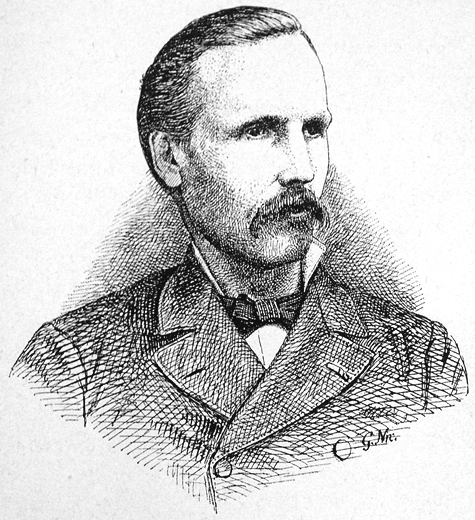
Henry Toussaint hatte noch vor Pasteur 1880 einen Milzbrand-Impfstoff entwickelt. Der von Pasteur und seinen Mitarbeitern bei dem Experiment in Pouilly-le-Fort tatsächlich verwendete Impfstoff ähnelt in seiner Herstellungsweise verblüffend Toussaints Verfahren zur Abschwächung bzw. Abtötung der Bakterien, wie Pasteurs Labortagebücher belegen.

Die Wissenschaftshistoriker Antonio Cadeddu und Gerald L. Geison haben unabhängig voneinander durch Auswertung von Pasteurs Labortagebüchern (in diesem Fall „Heft 91“) nachgewiesen, dass Loirs Darstellung tatsächlich zutrifft. Heikel wird dieses Ergebnis dadurch, dass Pasteur und seine Mitarbeiter damit auf ein Verfahren zurückgriffen, das von Pasteurs Konkurrenten Henry Toussaint entwickelt worden war (Toussaint hatte zuvor Pasteurs Forschungen zur Geflügelcholera ermöglicht, indem er ihm eine Kultur des erst kurz zuvor entdeckten Erregers überlassen hatte). Anders als Pasteur verfolgte Toussaint das Konzept eines Totimpfstoffs, für den er die Bakterien durch Hitze oder Chemikalien abtötete. 1880 hatte er einen Milzbrand-Impfstoff aus erregerhaltigem Blut erprobt, für den er in einer Variante die Bakterien mit Phenol versetzt, in einer anderen Variante die Bakterien mit Hitze abgetötet hatte. Geison konnte anhand von Pasteurs Labortagebüchern und privater Briefe zeigen, wie groß Pasteurs Irritation war, als dieser erfuhr, dass Toussaints Konzept eines Totimpfstoffes funktionierte, während sein eigener Impfstoff noch unbefriedigende Resultate lieferte. „Dies stellt alle Vorstellungen, die ich über Krankheitserreger oder Impfstoffe hatte, auf den Kopf. Ich verstehe nichts mehr“, schrieb er an seinen Kollegen aus der Akademie der Medizin, den Veterinärmediziner Henri Bouley. Pasteur veranlasste sofort, dass seine Mitarbeiter die Versuche Toussaints wiederholten. Sie erhitzten erregerhaltiges Blut zehn Minuten lang auf 55 °C, fanden aber noch lebensfähige, wenn auch abgeschwächte Bakterien, wie es ins Impfstoff-Konzept von Pasteur passte.
Roux hatte aber auch das Toussaintsche Verfahren mit Phenol und in einer Abwandlung mit Kaliumdichromat erprobt. Erst zwei Jahre später veröffentlichten Roux und Chamberland diese Methode ohne jeglichen Hinweis darauf, dass sie in Pouilly-le-Fort zum Einsatz gekommen war. Durch die Ergebnisse von Pouilly-le-Fort galt Pasteur in der Öffentlichkeit als eindeutiger Sieger im Wettlauf um einen Milzbrand-Impfstoff. Obwohl Toussaints Lehrer Auguste Chauveau 1882 noch einmal auf die Priorität seines Schülers hinwies, geriet Toussaints Name bald in Vergessenheit. Geison hat Pasteurs Verhalten in diesem Fall als Wissenschaftsbetrug gewertet.
Allein schon der Umstand, dass Pasteur seine Labortagebücher nicht vernichtet hat, lässt jedoch daran zweifeln, dass er Wissenschaftsbetrug beabsichtigte. Zu einer anderen Einschätzung als Geison kommt Hervé Bazin. Pasteurs Irritation rührte demnach aus seiner Überraschung, dass in Person von Henry Toussaint so schnell ein Konkurrent auf dem Feld der Impfstoff-Entwicklung aufgetaucht war, obwohl er in seinem Vortrag vom 9. Februar 1880 bewusst vage geblieben war. Auch Bazin gesteht die Priorität für den Milzbrand-Impfstoff Toussaint zu. (Außer Toussaint kommt allerdings noch der Brite William Greenfield in Frage, der nach dem Vorbild der Pockenschutzimpfung Rinder mit Milzbrand-Erregern aus Nagetieren impfte.) Pasteurs Impfstoff sei jedoch objektiv überlegen gewesen, weil Toussaint kein Kulturverfahren für Milzbrand-Bakterien besaß und deswegen als Grundlage für den Impfstoff auf das Blut infizierter Tiere zurückgreifen musste. Die Qualität von Toussaints Impfstoff wechselte aus diesem Grund stark, während Pasteur einen stabilen Impfstoff garantieren konnte.
Toussaint revidierte später unter nicht ganz klaren Umständen die Interpretation seines Impfstoffs als Totimpfstoff und erklärte öffentlich, dass er die Bakterien wohl nur abgeschwächt, aber nicht abgetötet habe. Pasteur sah also keine Notwendigkeit, aufgrund der Toussaintschen Versuche seine eigenen Vorstellungen von der Funktionsweise eines Impfstoffs zu revidieren. Zum Zeitpunkt des Versuchs von Pouilly-le-Fort hatte Pasteur mehrere verschiedene Impfstofftypen für die Milzbrand-Schutzimpfung in der Entwicklung (mit Hitze und Sauerstoff bzw. mit Kaliumdichromat abgeschwächt), sodass es nach Ansicht von Bazin vernünftig erscheine, wenn er sich öffentlich noch nicht auf ein Verfahren festlegen wollte. Pasteur habe Toussaint nicht plagiiert. Cadeddu hat noch auf ein mögliches Motiv für Chamberland und Roux hingewiesen, sich mit Kaliumdichromat zu beschäftigen. Pasteur war es bis zum Versuch von Pouilly-le-Fort nicht gelungen, durch Aussetzen an Sauerstoff sporenfreie Kulturen des Milzbrand-Erregers zu erzeugen. Mit Kaliumdichromat gelang es dagegen Chamberland und Roux, sporenfreie Kulturen herzustellen, die für die Impfstoffproduktion geeignet und gleichzeitig durch die Chemikalie abgeschwächt worden waren.

##### Die Ursprünge der Impfstoff-Industrie

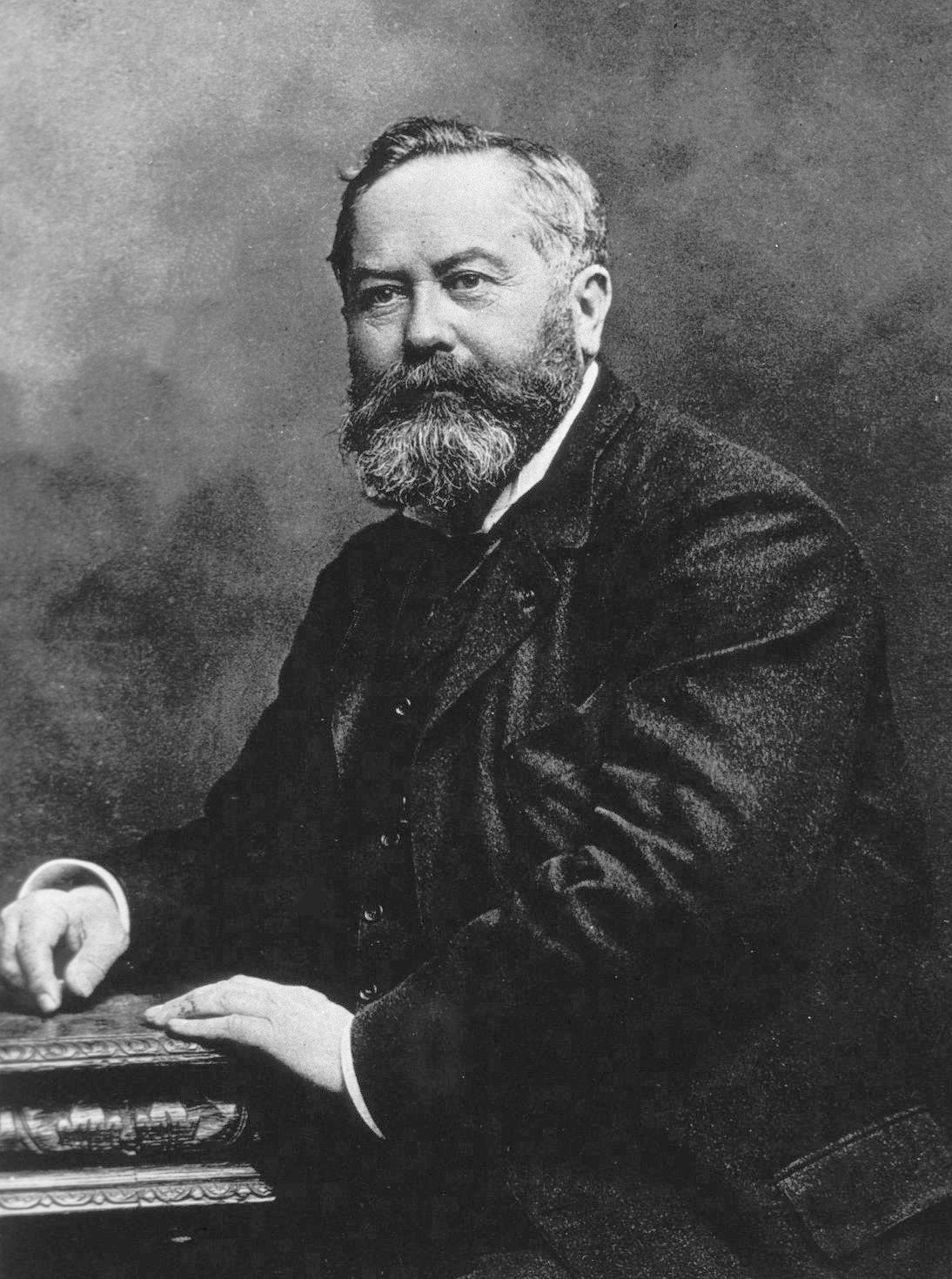
Charles Chamberland, hier auf einem Foto um 1880, leitete die Impfstoff-Produktion

Noch 1881 bot Pasteur dem französischen Staat an, eine staatliche Fabrik für Milzbrand-Impfstoff aufzubauen, wenn er im Gegenzug aller materieller Sorgen enthoben würde. Der französische Staat lehnte damals ab, sodass Pasteur den Impfstoff weiter in seinem Labor produzierte. Die Nachfrage war jedoch bald so groß, dass Pasteur und seine Mitarbeiter in industrielle Dimensionen vorstießen. Für die Produktion wurde ein eigenes Labor unter der Leitung von Charles Chamberland in der rue Vauquelin eingerichtet. Eine eigens gegründete Firma, die Société de Vulgarisation du Vaccin Charbonneux, später umbenannt in Société du Vaccin Charbonneux Pasteur, übernahm den Vertrieb. Die Zahl der verkauften Impfstoffdosen (eine vollständige Impfung erforderte zwei Dosen) nahm steil zu: 1881 – noch im Jahr des Versuchs von Pouilly-le-Fort – wurden 164.000 Dosen verschickt, 1882 bereits 700.000, 1885 900.000. Dabei kam es 1882 laborintern zu einer schweren Krise, weil sich der Impfstoff nicht als so stabil wie erhofft herausstellte, was zahlreiche weitere Versuche und die Einführung einer strikten Qualitätskontrolle erforderte. Nach französischem Recht war es nicht möglich, Impfstoffe patentieren zu lassen, aber der Produktionsprozess war so kompliziert, dass das Unternehmen über viele Jahre ein Monopol wahren konnte. Der Verkaufspreis für eine Impfstoffdosis betrug 2,50 Francs. Zwei Fünftel des Gewinns standen Pasteur zu, je ein Fünftel Chamberland und Roux, das letzte Fünftel wurde einer Rücklage zugeführt.
Anfangs wurde ein Impfstoff produziert, der mit Kaliumdichromat abgeschwächt worden war. Er wurde durch einen Impfstoff ersetzt, den Pasteur nach seinem eigenen Verfahren entwickelt hatte: Bei ihm wurden die Bakterien dem Sauerstoff der Luft ausgesetzt – allerdings bei einer genau einzuhaltenden Temperatur von 42 bis 43 °C (bei dieser Temperatur entwickelten die von Pasteur verwendeten Milzbrand-Bakterien keine Sporen). Innerhalb von acht Tagen verloren die Bakterien so ihre Virulenz vollständig. Wurde der Prozess früher abgebrochen, so konnte jeder beliebige Grad von Virulenz eingestellt werden und laut Pasteur auch beliebig lange konserviert werden.

##### Die Kontroverse mit Koch
Mit seinen Studien zum Milzbrand hatte sich Pasteur auf ein Gebiet begeben, das von Robert Koch seit seinen Forschungen in Wollstein und Berlin beherrscht wurde. 1877 erkannte Pasteur die Leistungen Kochs (und Davaines) an. Andererseits beanspruchte er aber auch wiederholt, die bakteriellen Endosporen zuerst entdeckt zu haben, und zitierte dafür seine Arbeiten über die flacherie. In seinen Augen hatte Koch also nur eine Entdeckung bestätigt, die er zuvor gemacht hatte. 1881 enthielt der erste Band der „Mittheilungen aus dem Kaiserlichen Gesundheitsamte“ mehrere Artikel von Robert Koch und seinen Schülern, in denen sie die Pasteurschen Milzbrandversuche in zahlreichen Punkten angriffen: Die Pasteurschen Milzbrandimpfstoffe seien mit anderen Bakterien kontaminiert, Pasteur habe zahlreiche Krankheiten miteinander verwechselt, er habe Prioritätsansprüche von Koch missachtet, und Regenwürmer spielten nicht die von Pasteur behauptete Rolle im Lebenszyklus des Milzbrand-Erregers.
Als Pasteur 1881 auf dem Internationalen Medizinkongress in London Koch traf, war er sich dieses Angriffs anscheinend noch nicht bewusst, und er lobte Kochs feste Kulturmedien als großen Fortschritt. 1882, auf dem Internationalen Kongress für Hygiene und Demographie in Genf, griff er dagegen die Koch-Schule scharf an. Koch verzichtete auf eine Erwiderung und versprach, schriftlich zu reagieren, was er auch tat. In dieser Veröffentlichung lobte er plötzlich das Konzept der Impfstoffe aus abgeschwächten Krankheitserregern, sprach jedoch die Priorität Toussaint zu. Nach wie vor hielt er die Pasteurschen Impfstoffe für unsauber. Pasteur antwortete 1882 wiederum in einem sarkastisch gehaltenen offenen Brief. Bei der Heftigkeit der Auseinandersetzung muss der Altersunterschied – Koch war 21 Jahre jünger – und der teilweise unverschämte Ton, den Koch anschlug, berücksichtigt werden.

##### Ein Impfstoff gegen Schweinerotlauf
Pasteur entwickelte noch einen Impfstoff gegen eine weitere veterinärmedizinisch bedeutende Krankheit, den Schweinerotlauf. (Der Erreger, der heute Erysipelothrix rhusiopathiae genannt wird, war 1882 von seinem Mitarbeiter Louis Thuillier isoliert worden.) Hierfür setzte er erstmals eine neuartige Methode der Abschwächung ein, indem er den Erreger fortlaufend von Kaninchen zu Kaninchen übertrug. Der Impfstoff gegen Schweinerotlauf war wirtschaftlich – abgesehen von Ungarn – kein großer Erfolg.

#### Pasteurs erster humanmedizinischer Impfstoff: eine Therapie für Tollwut

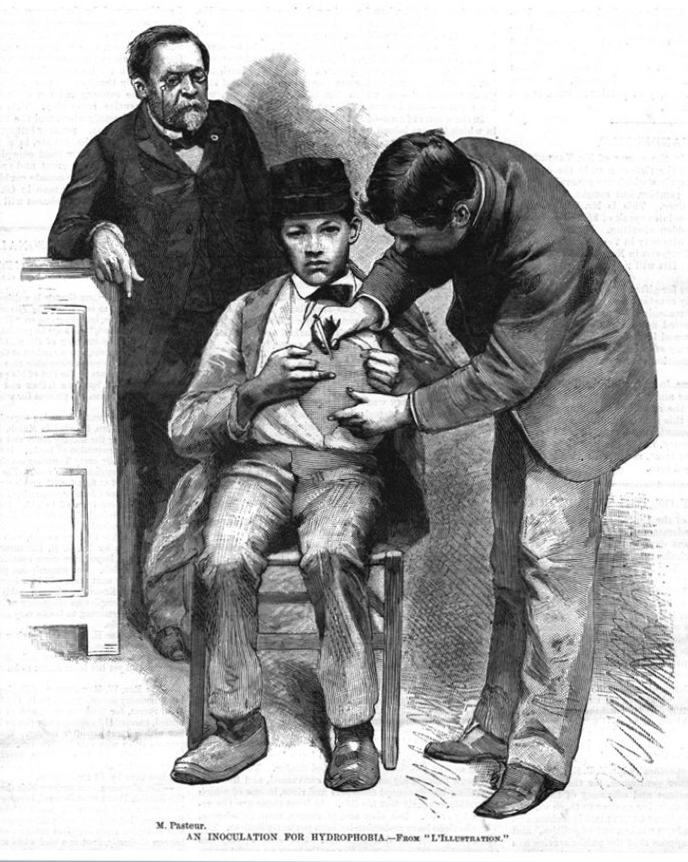
Zeitgenössische Darstellung der Impfung von Jean-Baptiste Jupille gegen Tollwut. Da Pasteur kein Arzt war, schaut er aus dem Hintergrund zu.

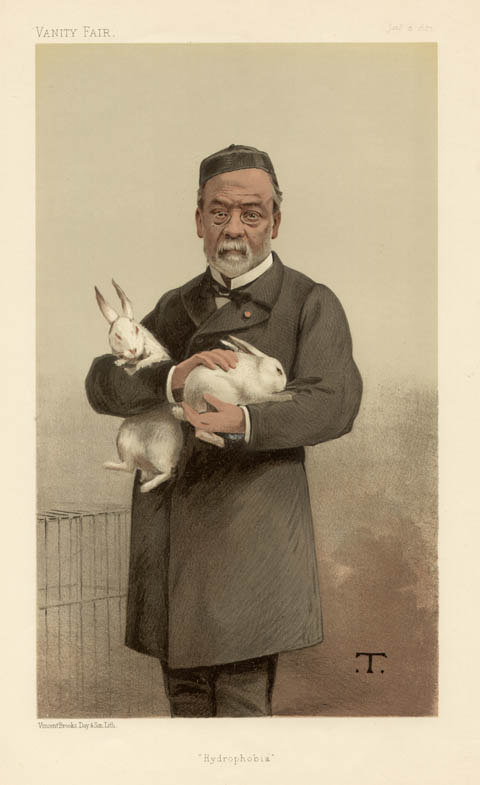
Mit der Bildunterschrift „Hydrophobia“, Karikatur von Pasteur in der Londoner Zeitschrift Vanity Fair, Januar 1887.

Pasteur zögerte lange, Impfstoffe an Menschen anzuwenden, sodass Jaime Ferrán ihm 1885 mit einer Schutzimpfung gegen Cholera zuvorkam. Dessen Impfstoff aus Cholerabakterien war nach der Pockenschutzimpfung der erste Menschen verabreichte Impfstoff; ob er wirksam war, ist unter Medizinhistorikern umstritten. Pasteur arbeitete an seinem ersten humanmedizinischen Impfstoff ab 1881. Dafür wählte er eine auf den ersten Blick ungewöhnliche Krankheit, die Tollwut. Da Viren im modernen Sinne des Wortes noch unbekannt waren, gab es hier keine sichtbaren Krankheitserreger, mit denen er hätte experimentieren können. Tollwut war humanmedizinisch unbedeutend, jedoch wegen des grausamen Todes gefürchtet: Durchschnittlich starben in Frankreich pro Jahr etwa 30 Menschen daran. Pasteurs Wahl wird häufig auf ein Kindheitserlebnis von 1831 zurückgeführt, als in seiner Heimatstadt Arbois mehrere Menschen von einem tollwütigen Wolf gebissen worden waren. Der achtjährige Louis Pasteur beobachtete damals die traditionelle Behandlung – Ausbrennen der Bisswunde mit einem glühenden Eisen durch den Dorfschmied –, was er für den Rest des Lebens nicht mehr vergessen haben soll.

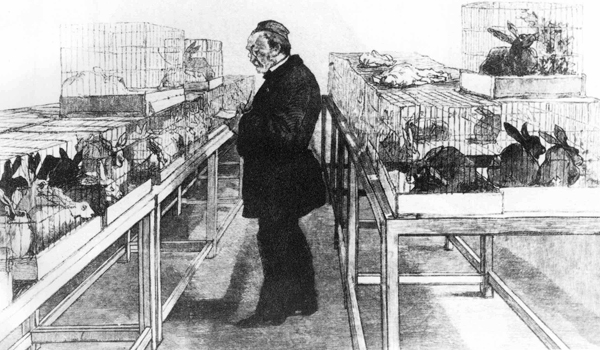
Pasteur beobachtet mit Tollwut infizierte Versuchskaninchen (zeitgenössische Darstellung).

Tollwut hatte den experimentellen Vorteil, dass die Krankheit bei Menschen und Tieren vorkam, sodass Hunde als Versuchstiere benutzt werden konnten. Die Inkubationszeit betrug ein bis zwei Monate, was Zeit für eine Intervention durch Impfung ließ. Außerdem etablierte Pasteur als Versuchstier das Kaninchen, das gegenüber dem Hund eine nur etwa halb so lange Inkubationszeit aufwies und sich erheblich sicherer handhaben ließ. Kaninchen waren aus diesen Gründen bereits von Pierre Victor Galtier, Professor an der Tierarzneischule von Lyon, vorgeschlagen worden. Auch hatte Galtier 1881 einen Tollwut-Impfstoff an Schafen erprobt, wofür er – analog zur Pockenschutzimpfung – den Wild-Erreger selbst übertragen hatte und nicht einen künstlich im Labor abgeschwächten Erreger. Da Galtier seine Ergebnisse in den „Abhandlungen der Akademie der Wissenschaften“ publizierte, muss Pasteur Kenntnis von seinen Arbeiten gehabt haben. Allerdings erwähnte er ihn nur ein einziges Mal, und auch das nur, um ihn zu kritisieren.
Pasteur entwickelte zunächst eine Methode, den Tollwut-Erreger durch aufeinander folgende Übertragungen auf Affen abzuschwächen; als Maß der Abschwächung diente die Inkubationszeit. Bis 1884 hatte er auf diese Weise einen Impfstoff entwickelt, der Hunde vor einer Infektion durch Tollwut schützte, was er sich durch eine Kommission des Unterrichtsministers bestätigen ließ. Allerdings waren bei diesen Versuchen die Hunde immer erst geimpft und dann mit dem Krankheitserreger infiziert worden.
Der Wissenschaftshistoriker Gerald L. Geison hat als Erster anhand der Labortagebücher von Pasteur nachgewiesen, dass Pasteurs Arbeitsgruppe diesen Impfstoff an zwei Menschen erprobt hat, ohne dass die Öffentlichkeit je davon erfuhr. Im ersten Fall erhielt ein Mann namens Girard am 2. Mai 1885 eine einzige Injektion, bevor das übergeordnete Ministerium reagierte und Pasteur jede weitere Behandlung untersagte. In seinem Labortagebuch – das für diesen Fall die einzige Quelle ist – verfolgte Pasteur das weitere Schicksal Girards, der nach einer schweren Krise wieder genas, nur bis zum 25. Mai. Er selbst zeigte sich überzeugt, dass Girard aufgrund der einmaligen Behandlung genesen war, angesichts der langen Inkubationszeit kann aber tatsächlich nicht beurteilt werden, ob der Patient nicht doch später an Tollwut erkrankte. Im zweiten Fall – für den es außer Pasteurs Labortagebuch auch noch einen Augenzeugenbericht des behandelnden Arztes gibt – war ein elfjähriges Mädchen namens Antoinette Poughon erst sechs Wochen nach der Infektion, als es bereits die ersten Symptome zeigte, in die Behandlung gekommen. Es starb, nachdem es zwei Spritzen erhalten hatte. Verwunderlich ist hier vor allem, dass Pasteur bei diesem offensichtlich aussichtslosen Fall überhaupt eine Therapie versuchte. Für die hier angewandte Reihenfolge – Impfung nach einer bereits erfolgten Tollwut-Infektion – hatte Pasteur bis dahin mit einer kleinen Ausnahme keinen Tierversuch unternommen. Nur ein einziges Mal hatte er versucht, ein bereits tollwütiges Kaninchen mit einer Serie von Impfungen zu heilen; das Kaninchen war aber gestorben.

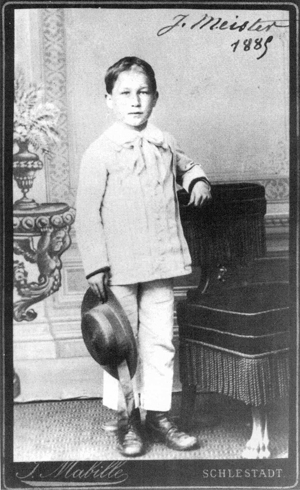
Joseph Meister im Jahre 1885

Hätte die Öffentlichkeit von diesen vorausgegangenen Therapieversuchen erfahren, hätte sie wahrscheinlich längst nicht so enthusiastisch auf die angebliche oder tatsächliche Heilung des jungen Joseph Meister reagiert, die Pasteur am 26. Oktober 1885 bekannt gab. Die Nachricht erzeugte eine Sensation. Aus aller Welt strömten von vermeintlich tollwütigen Tieren gebissene Menschen nach Paris, und ein gutes Jahr später waren allein dort bereits 2500 Patienten behandelt worden. Nach Pasteurs eigenen Angaben werden nur 10 Prozent der von tollwütigen Hunden gebissenen Menschen tatsächlich infiziert. Die „Heilung“ von Joseph Meister war also keinesfalls ein Beleg für die Wirksamkeit des Impfstoffs, auch wenn sie von der Öffentlichkeit so verstanden wurde. Erst die statistische Auswertung einer großen Zahl von Fällen ergab zweifelsfrei, dass Pasteurs Tollwut-Impfstoff tatsächlich wirksam war.

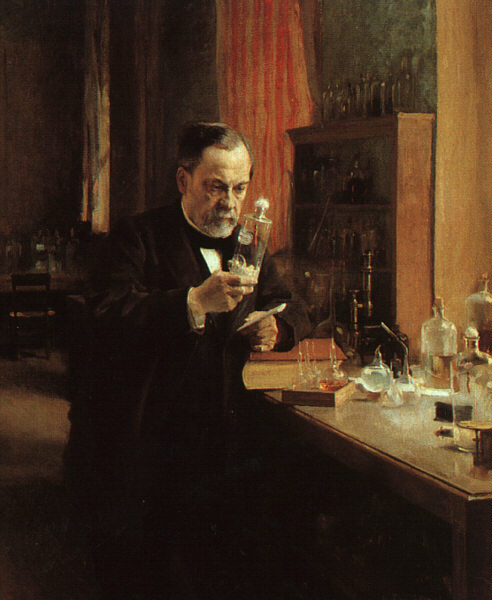
In einem häufig reproduzierten Bild von Albert Edelfelt betrachtet Louis Pasteur eine Flasche, in der an einem Faden das getrocknete Rückenmark eines tollwütigen Kaninchens über einem Trocknungsmittel hängt.

Nach den gescheiterten bzw. unklaren Ergebnissen in den ersten beiden Therapieversuchen hatte Pasteur für die Herstellung „eine andere Methode“ – wie er sie schlicht in seinem Labortagebuch nennt – verwendet. Der bei Meister eingesetzte Impfstoff bestand aus dem emulgierten Rückenmark – das zwei Wochen lang an der Luft getrocknet hatte – eines an Tollwut verstorbenen Kaninchens. Pasteur behauptete, dass er den Impfstoff an 50 Hunden erprobt hätte und in allen Fällen erfolgreich gewesen sei. Tatsächlich belegen die Labortagebücher, dass zu der speziellen Methode, mit der Joseph Meister behandelt worden war, die Tierexperimente noch nicht abgeschlossen waren. Meister erhielt eine Serie von 13 Injektionen, wobei Pasteur zunehmend frischeres Rückenmark mit zunehmend virulenteren Tollwut-Erregern verwendete.

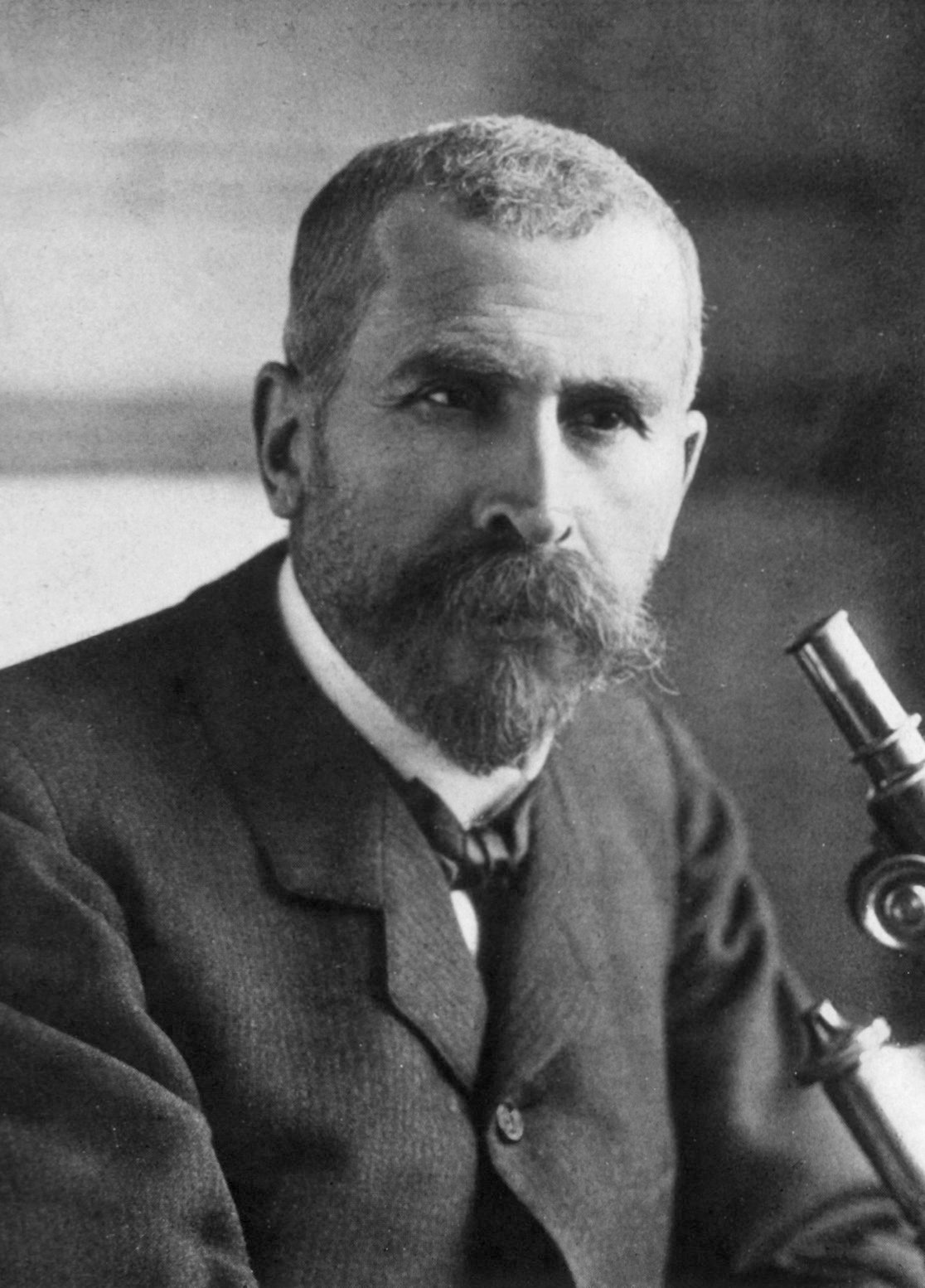
Emile Roux war der begabteste und eigenständigste Mitarbeiter Pasteurs. Wegen ihrer unterschiedlichen politischen Ansichten und Lebensstile gerieten sie häufig in Konflikt miteinander.

Von Pasteur nie öffentlich anerkannt wurde der Anteil seines wichtigsten Mitarbeiters am Tollwut-Impfstoff Emile Roux. Wie sich ebenfalls erst aus den Erinnerungen von Adrien Loir ergab, hatte Roux das Verfahren entwickelt, das Rückenmark eines tollwütigen Tiers an einem Faden hängend in einer Flasche aufzubewahren und auf diese Weise das Rückenmark zu trocknen, ohne dass es verfaulte (Pasteur verbesserte noch die Methode, indem er Kaliumhydroxid als Trocknungsmittel hinzufügte). Roux war 1883 zum Dr. med. promoviert worden, weil Pasteur selbst als Nicht-Mediziner keine Menschen behandeln durfte, und hätte eigentlich die Impfungen vornehmen sollen. Im konkreten Fall des Joseph Meister scheint Roux sich geweigert zu haben, einen Menschen mit einem Impfstoff zu behandeln, den er persönlich noch nicht für ausgereift hielt, sodass Pasteur die Hilfe anderer Ärzte in Anspruch nehmen musste. Etwas anders bewertet Hervé Bazin das Geschehen. Er kann nachweisen, dass Pasteur das Trocknungsverfahren für erregerhaltiges Rückenmark schon vor dem Zeitpunkt verwendet hatte, an dem er es nach Angaben von Loir von Roux kopiert haben soll. Aber auch laut Bazin weigerte sich Roux, die Veröffentlichung vom 26. Oktober 1885 zu unterzeichnen, weil er die Anwendung am Menschen für voreilig hielt.
Insgesamt hat Pasteur vier verschiedene Impfstoffe entwickelt und damit nachgewiesen, dass man – zumindest im Prinzip – fortan vor beliebigen Infektionskrankheiten durch eine Impfung schützen konnte. Auch wenn die Umstände bis heute umstritten sind, hat Pasteur in allen Fällen am Ende ein wirksames Produkt geschaffen.

### DasInstitut Pasteur

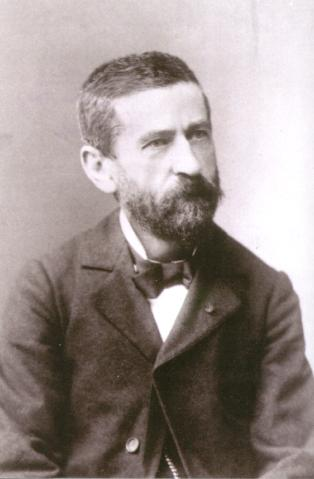
Emile Duclaux – seit 1862 enger Mitarbeiter Pasteurs – folgte ihm 1895 als Direktor des Institut Pasteur.

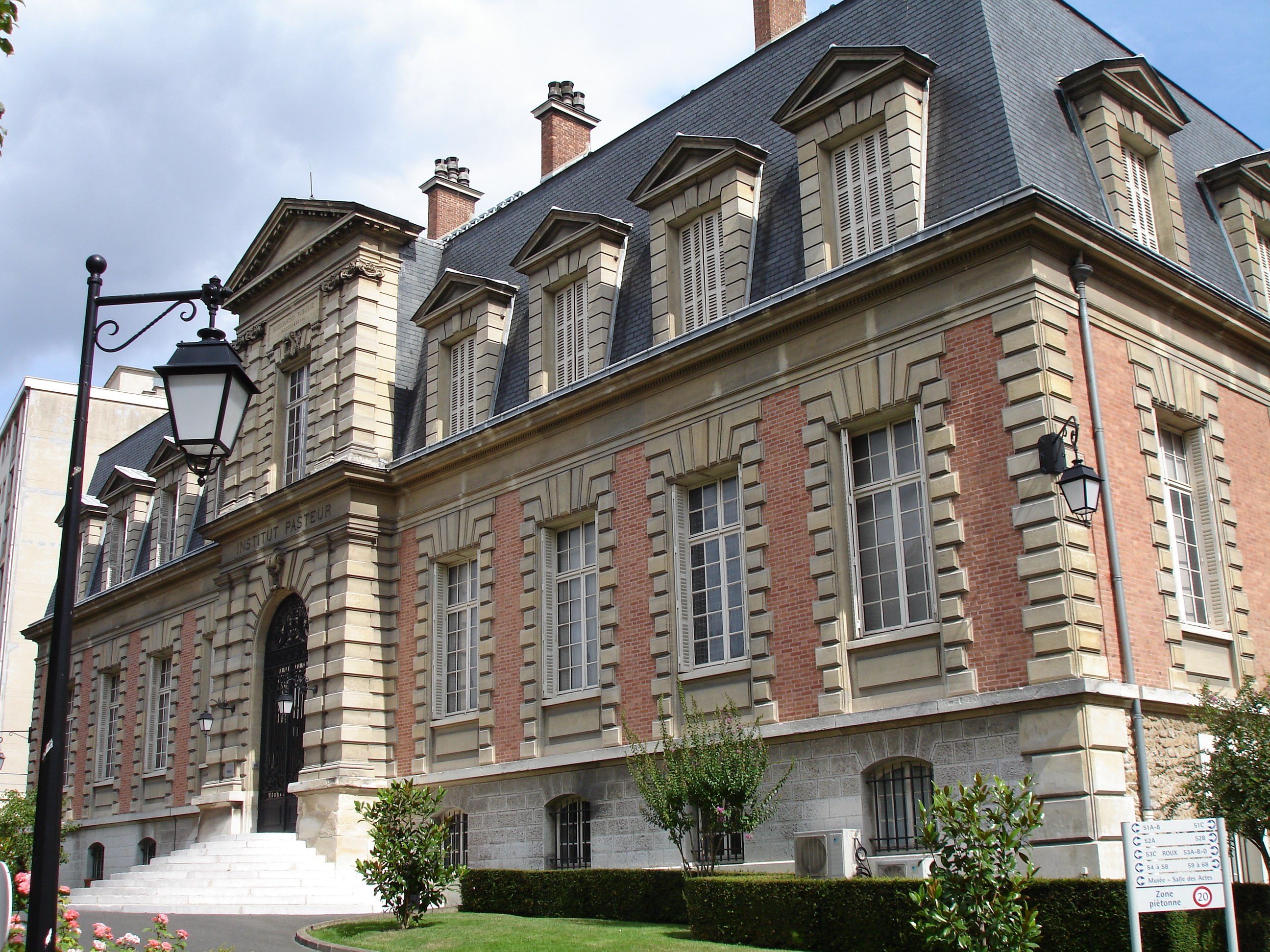
Das ursprüngliche Gebäude des Institut Pasteur beherbergt heute ein Museum zu Pasteur sowie die Krypta mit seinem Leichnam.

Durch den spektakulären Erfolg der „Heilung“ von Joseph Meister traf eine Flut von Spenden ein. Der für die Gründung eines Institut Pasteur aufgelegte Fonds schwoll auf 2,6 Millionen Francs an. Am 14. November 1888 wurde es in Anwesenheit von Präsident Sadi Carnot eingeweiht, Pasteur sein erster Direktor. Von seinem Status her war das Institut Pasteur eine private Institution, die Leiter der fünf Sektionen sowie Pasteur selbst erhielten ihr Gehalt jedoch weiterhin vom Staat.
Um Spenden war mit dem Motiv geworben worden, ein Zentrum der Tollwutschutzimpfung zu schaffen, doch das Institut Pasteur war von Anfang weit mehr: das erste Forschungsinstitut für Medizinische Mikrobiologie. Sein Vorbild wurde in aller Welt kopiert, so mit dem 1891 gegründeten Preußischen Institut für Infektionskrankheiten in Berlin, dem Lister-Institut von 1891 in London, dem Gamaleya-Institut von 1891 in Moskau und dem Kitasato-Institut in Tokio, das auf einen Vorläufer von 1892 zurückgeht. Die Institutionalisierung der Mikrobiologie drückte sich auch in Fachzeitschriften aus, darunter die 1887 von Emile Duclaux gegründeten Annales de l’Institut Pasteur.
Ebenso entstanden in aller Welt Tollwut-Impfdienste, die häufig zum Keim eines weiteren Institut Pasteur wurden. In Russland, wo Tollwut ein großes Problem war, wurde bereits ab 1886 in Odessa gegen Tollwut geimpft. Weitere Institute entstanden in St. Petersburg, Moskau, Samara und Warschau. Ebenfalls schon 1886 öffnete ein Tollwut-Impfdienst in New York, aber auch zum Beispiel 1891 unter Albert Calmette in Saigon und 1893 in Tunis. Heute tragen mehr als 100 medizinische Institute und Wissenschaftszentren den Namen Louis Pasteurs, häufig auch ohne dass sie unmittelbar mit dem Institut Pasteur zu tun haben.

### Pasteurs Wissenschaftsstil
Es ist häufig festgestellt worden, dass bei den Arbeiten von Pasteur eine strikte Trennung zwischen Grundlagenforschung und angewandter Forschung nicht möglich ist. Pasteur bearbeitete mit großem Elan anwendungsbezogene Probleme und stieß dabei regelmäßig zu Erkenntnissen von grundsätzlicher Bedeutung vor. Seine Karriere war von Kontroversen begleitet, wobei zu berücksichtigen ist, dass die Diskussionskultur im Wissenschaftsbetrieb des 19. Jahrhunderts generell stärker von Polemik geprägt war als heute. Er behauptete zwar, Kritik gegenüber offen zu sein, reagierte aber, wenn er tatsächlich kritisiert wurde, empfindlich. Seine Methode der Beweisführung hatte eine starke rhetorische Komponente. So veranstaltete er öffentliche Demonstrationen von Experimenten, um einen Sachverhalt zu belegen, und verlangte nach Untersuchungskommissionen, um einen wissenschaftlichen Streit zu entscheiden. Auf die Auswahl der Kommissionsmitglieder nahm er allerdings Einfluss, sodass für seinen wissenschaftlichen Gegner kein faires Urteil gesichert war. Wissenschaftler der Tierarzneischule von Turin, mit denen Pasteur über die Frage der Wirksamkeit des Milzbrand-Impfstoffs in Konflikt geraten war, verglichen Pasteur mit einem „Duellanten, der jeden herausfordert, der ihm zu widersprechen wagt oder ihn auch nur scharf anschaut, der aber die Gewohnheit hat, sich die Wahl der Waffen vorzubehalten, und seine Gegner verpflichtet, mit gebundenen Händen zu kämpfen“.

### Die Labortagebücher
Als Reaktion auf ein für ihn unangenehmes Erlebnis bat Pasteur 1878 seine Familie, seine Labortagebücher nie jemandem zu zeigen. Nach dem Tod des Physiologen Claude Bernard hatte einer von dessen Schülern Notizen veröffentlicht, wonach Bernard an Pasteurs Theorie zur Gärung gezweifelt habe. Dies zwang Pasteur dazu, gegen den eigentlich von ihm verehrten Bernard öffentlich Stellung zu beziehen. Um nicht selbst eine ähnliche Situation zu provozieren, verhängte er das Veröffentlichungsverbot über seine Labortagebücher.
1964 übergab Louis Pasteur Vallery-Radot – damals der letzte überlebende der direkten männlichen Nachkommen – die Labortagebücher der Französischen Nationalbibliothek. Sie wurden mit dem Tod von Pasteur Vallery-Radot im Jahre 1971 zugänglich, allerdings erst mit dem Katalog von 1985 praktisch nutzbar. Insgesamt bestehen sie aus 144 Notizbüchern, von denen 42 mit Zeitungsausschnitten, Vorlesungsnotizen etc. gefüllt sind. Die übrigen 102 Notizbücher sind die eigentlichen Labortagebücher und dokumentieren 40 Jahre Forschungsarbeit.
Anlässlich des 100. Todestages von Pasteur 1995 veröffentlichte der US-amerikanische Wissenschaftshistoriker Gerald L. Geison das Buch The Private Science of Louis Pasteur, in dem er anhand der Labortagebücher nachwies, dass die Geschichte von Pasteurs Versuchen in einigen Fällen anders abgelaufen ist, als seine Veröffentlichungen nahelegen. Das Buch verursachte in Frankreich, obwohl es nie übersetzt wurde, einen Skandal. Eine ähnliche Stoßrichtung haben die Veröffentlichungen des Italieners Antonio Cadeddu. Die Debatte wird nach wie vor von der nationalen Herkunft bestimmt: Während die Kritiker aus dem Ausland kommen, wird Pasteur von Franzosen wie Patrice Debré und Hervé Bazin in Schutz genommen.

## Ehrungen

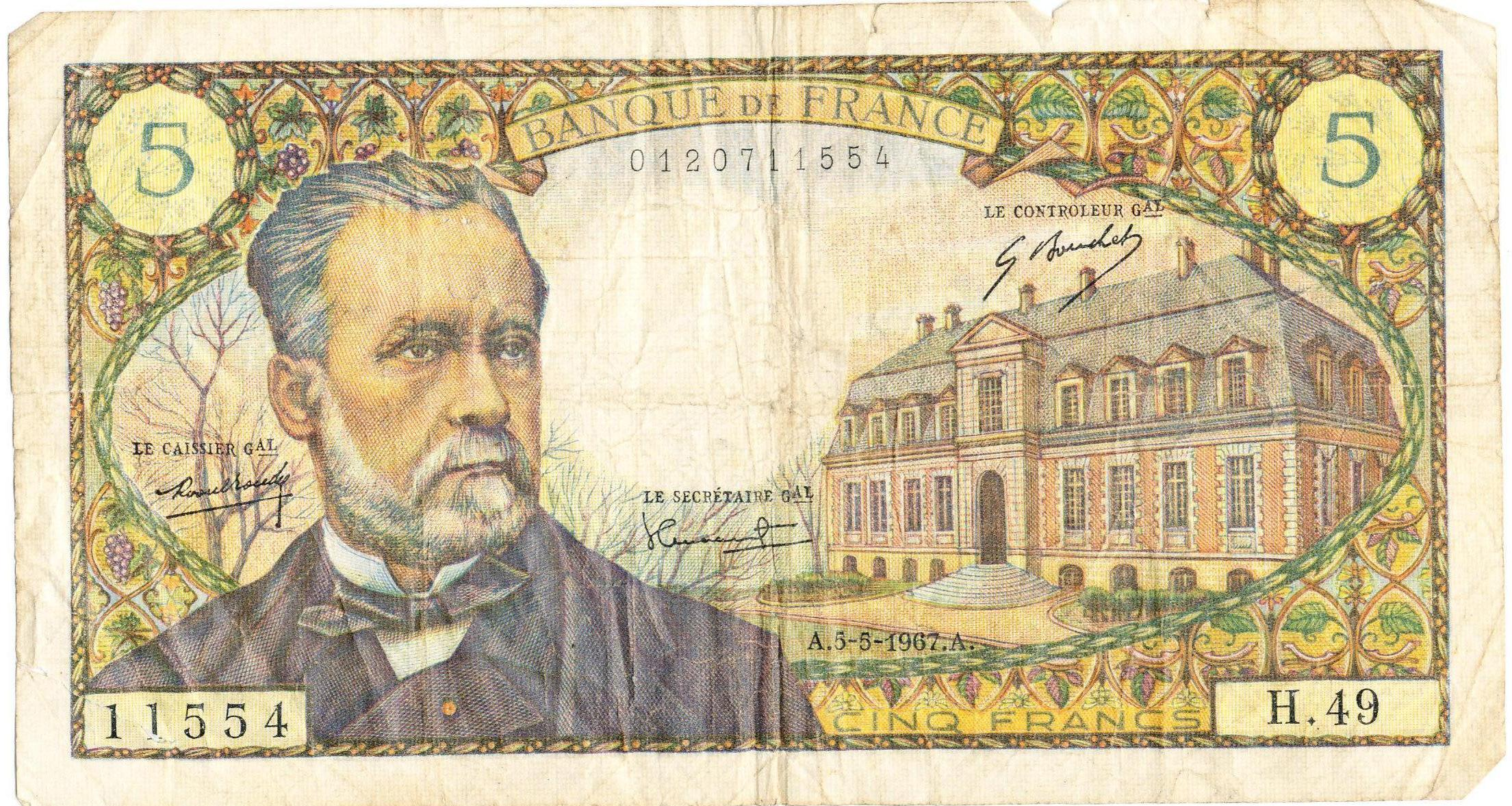
Pasteurs Bildnis schmückte die letzte Fünf-Francs-Banknote.

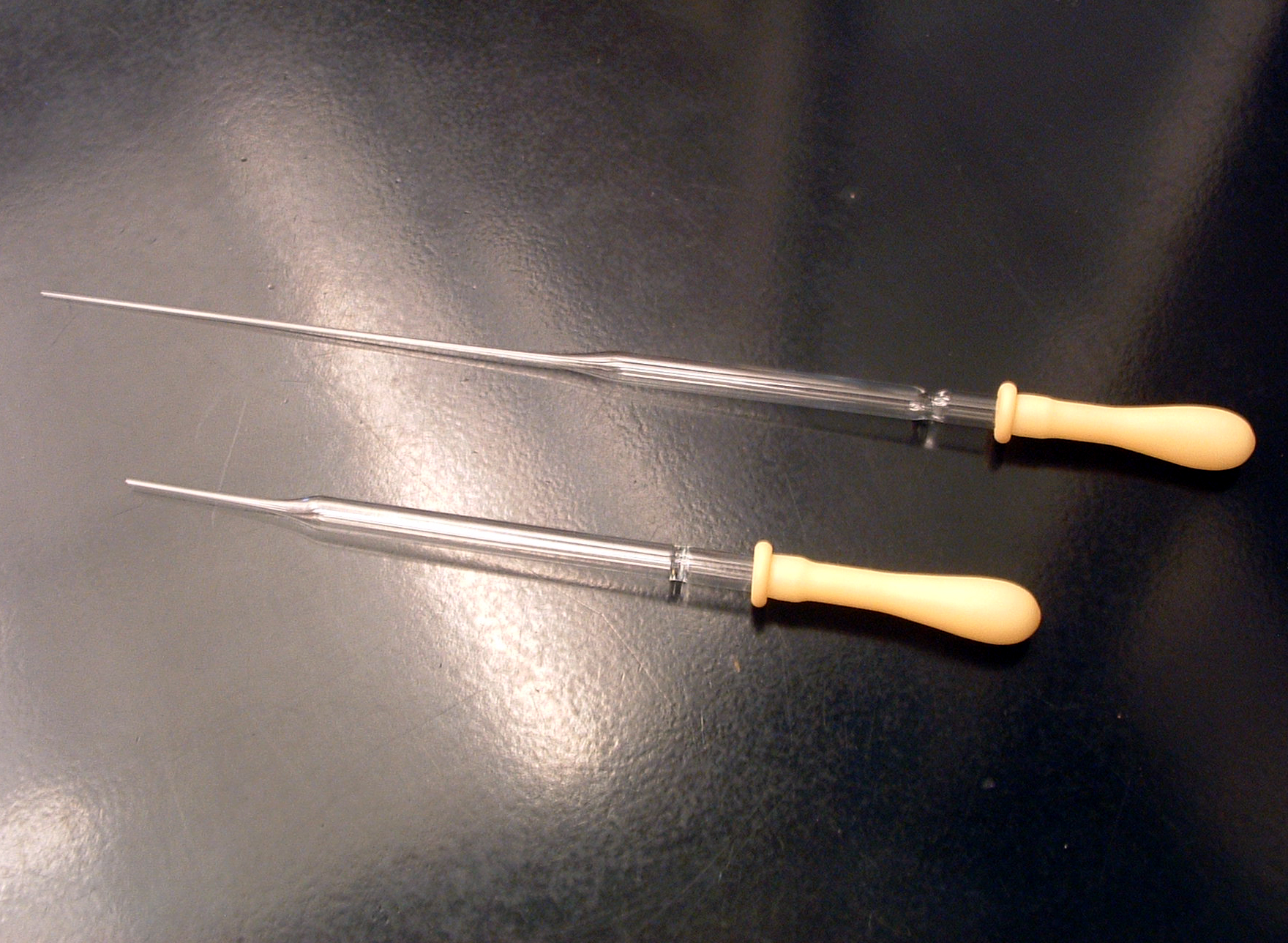
Pasteurpipetten

1861 wurde ihm von der Académie des sciences der Jecker-Preis verliehen. 1883 wurde Pasteur in die American Academy of Arts and Sciences und die National Academy of Sciences gewählt. 1887 wurde das Institut Pasteur gegründet. Im ersten Gebäude des Instituts wohnte Pasteur in seinen letzten Lebensjahren (ab 1888). In einem Teil dieses Gebäudes ist seit 1936 das Musée Pasteur eingerichtet. Weitere Museen existieren in seinen ehemaligen Wohnhäusern in Dole und Arbois (siehe Maison de Louis Pasteur).
Zahlreiche Denkmale sind zu seiner Ehre errichtet worden. Zeitweise galt Pasteur in französischen Umfragen noch vor Napoleon als der bedeutendste Franzose, der je gelebt hat.
Er ist einer der 23 ursprünglichen Namen auf dem Fries der London School of Hygiene & Tropical Medicine, die Personen aufführen, die sich um öffentliche Gesundheit und Tropenmedizin verdient gemacht haben.
Während sein Andenken in Deutschland zurückhaltend gepflegt wurde, war Pasteur vor allem auch in Russland und im Osmanischen Reich populär. Zar Alexander III. gehörte mit einem Beitrag von 100.000 Francs zu den großzügigsten Spendern für das Institut Pasteur. Zahlreiche russische Wissenschaftler kamen nach Paris, unter ihnen der künftige Nobelpreisträger Ilja Metschnikow, in dessen Sektion am Institut Pasteur sich zeitweise eine russische Kolonie bildete. Der osmanische Sultan Abdülhamid II. verlieh Pasteur für seine Verdienste am 8. Juni 1886 den Mecidiye-Orden erster Klasse. Angesichts einer Seuche im Jahr 1893 in Istanbul hatte der Sultan Louis Pasteur um Hilfe gebeten, der jedoch seinen Kollegen André Chantemesse schickte, der die Seuche als Cholera-Epidemie identifizierte (Aufgrund Chantemesses Bericht, der auch zur Errichtung einer neuen medizinischen Ausbildungsstätte riet, entstand die Idee zur Gründung der Hadaypaşa Medizin-Fakultät).
Nach Pasteur benannt ist die Bakterienfamilie der Pasteurellaceae mit der Gattung Pasteurella. Die von Pasteurella multocida verursachten Krankheiten werden als „Pasteurellosen“ bezeichnet. Auch der Asteroid (4804) Pasteur trägt seinen Namen, ebenso der Mondkrater Pasteur und der Marskrater Pasteur.
Nach Pasteur wurde sein Collège in Arbois, ein Ort in Algerien sowie ein Bezirk in Kanada benannt. Mehr als 2000 Straßen Frankreichs tragen seinen Namen, darunter der Boulevard Pasteur, eine große Verkehrsader von Paris. Die Métro fährt dort die Station Pasteur an. Ihm zu Ehren tragen auch die Pasteur-Halbinsel und die Pasteur-Insel in der Antarktis seinen Namen. Nach ihm benannt wurde außerdem das 1939 in Dienst gestellte Passagierschiff Pasteur.
Die ebenfalls nach ihm benannte Louis-Pasteur-Medaille ist eine renommierte wissenschaftliche Ehrung für Mediziner. Sie wurde vor 2009 von der Louis-Pasteur-Universität Straßburg verliehen.

### Schriften von Louis Pasteur
Pasteur Vallery-Radot (Hrsg.): Œuvres de Pasteur. Masson, Paris
- Band 1: Dissymétrie moléculaire. 1922.
- Band 2: Fermentations et générations dites spontanées. 1922.
- Band 3: Études sur le vinaigre et sur le vin. 1924.
- Band 4: Études sur la maladie des vers à soie. 1926.
- Band 5: Etudes sur la bière. 1928.
- Band 6: Maladies virulentes, virus-vaccins et prophylaxie de la rage. 1933.
- Band 7: Mélanges scientifiques et littéraires. 1939. (enthält ein mustergültiges Stichwortverzeichnis zum Gesamtwerk)

Pasteur Vallery-Radot (Hrsg.): Correspondance de Pasteur. Flammarion, Paris.
- Band 1: Lettres de jeunesse. L’Étape de la cristallographie 1840–1857. 1946.
- Band 2: La seconde étape. Fermentations, générations spontanées, maladies des vins, des vers à soie, de la bière 1857–1877. 1951.
- Band 3: L’Étape des maladies virulentes. Virus-vaccins du choléra des poules, du charbon, du rouget, de la rage 1877–1884. 1951.
- Band 4: L’Étape des maladies virulentes (suite). Vaccination de l’homme contre la rage. Dernières années 1885–1895. 1951.

Ein Bestandteil des wissenschaftlichen Werks sind auch Pasteurs Labortagebücher.

### Biografien
Maßgeblich und bis heute die Diskussion bestimmend, wenn auch der Autor nicht den Anspruch erhebt, eine vollständige Biografie zu liefern, ist Gerald L. Geison: The Private Science of Louis Pasteur. Princeton University Press, Princeton 1995.
Französisch
- René Vallery-Radot: M. Pasteur. Histoire d’un savant par un ignorant. J. Hetzel, Paris 1883. (englische Übersetzung 1885)

(Anfangs anonym erschienenes Werk geschrieben vom Schwiegersohn Pasteurs, der ihm auch als Sekretär diente. Große Teile dieses Buchs sind unter der direkten Aufsicht Pasteurs entstanden und können damit als inoffizielle „Autobiografie“ gelten.)
- Émile Duclaux: Pasteur. Histoire d’un esprit. Charaire, Sceaux 1896. (englische Übersetzung 1920, 1973 wieder aufgelegt)

(Duclaux war ein enger Mitarbeiter Pasteurs und später der erste Direktor des Institut Pasteur)
- René Vallery-Radot: La vie de Pasteur. 2 Bände. Paris, Flammarion 1900. (englische Übersetzung 1902, 1975 wieder aufgelegt; deutsche Übersetzung 1948)

(Wichtige Quelle zum Leben Pasteurs, jedoch wissenschaftlich unzuverlässig. Es begründete zusammen mit Duclaux’ Buch den Geniekult um Pasteur, wurde in zahlreiche Sprachen übersetzt und immer wieder aufgelegt.)
- Émile Roux: L’Œuvre médicale de Pasteur. In: Centième anniversaire de la naissance de Pasteur. 27 décembre 1922. Hachette, Paris 1922.
- Le laboratoire de Monsíeur Pasteur. In: Centième anniversaire de la naissance de Pasteur. 27 décembre 1922. Hachette, Paris 1922.
- Élie Metchnikoff: Trois fondateurs de la médecine moderne: Pasteur, Lister, Koch. Alcan, Paris 1933. (englische Übersetzung 1939, 1971 wieder aufgelegt)
- Adrien Loir: A l’ombre de Pasteur. Souvenirs personnels. Le Mouvement Sanitaire, Paris 1938.

(Der Autor war Neffe und ein gelegentlicher Assistent von Pasteur. Er gibt in wichtigen Punkten eine von den üblichen Pasteur-Biografien abweichende Darstellung, die sich nach Auswertung der Labortagebücher in der Regel als richtig herausgestellt hat.)
- Patrice Debré: Louis Pasteur. Flammarion, Paris 1994. (englische Übersetzung 1998)
- Françoise Balibar (Hrsg.): Pasteur. Cahiers d’un savant. CNRS, Paris 1995.
- Pierre-Yves Laurioz: Louis Pasteur. La réalité après la légende. Éditions de Paris, Paris 2003.
- Antonio Cadeddu: Les vérités de la science. Pratique, récit, histoire: le cas Pasteur. Leo S. Olschki, Florenz 2005.[199]

(Vom selben Autor auf Italienisch: Dal mito alla storia. Biologia e medicina in Pasteur. Franco Angeli, Mailand 1991.)
Englisch
- René J. Dubos: Louis Pasteur. Free Lance of Science. Little, Brown and Company, Boston 1950. (französische Übersetzung 1955, 1976 wieder aufgelegt)
- René J. Dubos: Pasteur and modern science. Doubleday, Garden City (New York) 1960. (1988 wieder aufgelegt; deutsche Übersetzung 1960)
- Gerald L. Geison: Pasteur, Louis. In: Charles Coulston Gillispie (Hrsg.): Dictionary of Scientific Biography. Band 10: S. G. Navashin – W. Piso. Charles Scribner’s Sons, New York 1974, S. 350–416 (auch heute noch lesenswerte Darstellung, jedoch noch ohne Berücksichtigung der Labortagebücher).
- Bruno Latour: The Pasteurization of France. Cambridge, Massachusetts/London 1988. (Übersetzung des französischen Originals von 1984)

Deutsch
- Werner Köhler: Pasteur, Louis. In: Werner E. Gerabek, Bernhard D. Haage, Gundolf Keil, Wolfgang Wegner (Hrsg.): Enzyklopädie Medizingeschichte. De Gruyter, Berlin/New York 2005, ISBN 3-11-015714-4, S. 1110–1112.
- Paul de Kruif: Louis Pasteur. Mikroben als Gefahr! und Pasteur und der tolle Hund. In: Paul de Kruif: Mikrobenjäger. (Originalausgabe: Microbe Hunters. Harcourt, Brace & Co., New York 1926) Orell Füssli Verlag, Zürich/Leipzig 1927; 8. Auflage ebenda 1940, S. 59–101 und 138–174.

### Sekundärliteratur zu Einzelaspekten
- Zur Kontroverse mit Antoine Béchamp: Keith L. Manchester: Antoine Béchamp: père de la biologie. Oui ou non? In: Endeavour. Band 25, Nr. 2, 2001, S. 68–73.
- Zu Pasteurs Impfstoffen: Hervé Bazin: L’Histoire des vaccinations. John Libbey Eurotext, Paris 2008, S. 135–282.

(detaillierte Re-Analyse der Entstehungsgeschichte von Pasteurs Impfstoffen auf der Grundlage von Pasteurs Labortagebüchern, die ausführlich zitiert werden)
- Zur Entstehung der Schutzimpfung gegen Geflügelcholera: Antonio Caddedu: Pasteur et le choléra des poules. Révision critique d’un récit historique. In: History and philosophy of the life sciences. Band 7, Nr. 1, 1985, S. 87–104.
- Zur Keimtheorie: K. Codell Carter: The development of Pasteur’s concept of disease causation and the emergence of specific causes in Nineteenth-Century medicine. In: Bulletin of the History of Medicine. Band 65, Nr. 4, 1991, S. 528–548.
- Zur Kontroverse mit Robert Koch: K. Codell Carter: The Koch-Pasteur Dispute On Establishing the Cause of Anthrax. In: Bulletin of the History of Medicine. Band 62, Nr. 1, 1988, S. 42–57.
- Zur Kontroverse mit Robert Koch: Annick Perrot, Maxime Schwartz: Robert Koch und Louis Pasteur – Duell zweier Giganten. Theiss, Darmstadt 2015.
- Zur Entstehung der Milzbrand-Schutzimpfung: Antonio Caddedu: Pasteur et le vaccination contre le charbon. Une analyse historique et critique. In: History and philosophy of the life sciences. Band 9, Nr. 2, 1987, S. 255–276.
- Zur Entstehung einer Impfstoff-Industrie aus der Milzbrand-Schutzimpfung: Maurice Cassier: Producing, Controlling, and Stabilizing Pasteur’s Anthrax Vaccine. Creating a New Industry and a Health Market. In: Science in Context. Band 21, Nr. 2, 2008, S. 253–278. doi:10.1017/S0269889708001713
- Zum Pasteur-Effekt: Efraim Racker: History of the Pasteur effect and its pathobiology. In: Molecular and Cellular Biochemistry. Band 5, Nr. 1–2, 1974, S. 17–23. doi:10.1007/BF01874168
- Zur Kontroverse mit Félix-Archimède Pouchet: Nils Roll-Hansen: Experimental Method and Spontaneous Generation. The Controversy between Pasteur and Pouchet, 1859–64. In: Journal of the History of Medicine and Allied Sciences. Band 34, Nr. 3, 1979, S. 273–292.

### Film
- The Story of Louis Pasteur (deutsch: Louis Pasteur). Regie: William Dieterle. USA 1936. Mit einem Oscar für Paul Muni in der Rolle als Pasteur.
- Pasteur & Koch: Un duel de géants dans la guerre des microbes (deutsch: Koch und Pasteur – Duell im Reich der Mikroben), Regie: Mathieu Schwartz, Frankreich 2018.[200]